# Kruisgang van de Sint-Servaasbasiliek
De kruisgang van de Sint-Servaasbasiliek is een laatgotische kruisgang of kloostergang in de Sint-Servaasbasiliek in de Nederlandse stad Maastricht. In feite bestaat de kruisgang uit een drietal gangen met bijgebouwen rondom een pandhof, die als tuin is ingericht.

## Geschiedenis

### Oudste kloostergebouwen
Aan de Sint-Servaaskerk was al vroeg een klooster verbonden. In het begin van de achtste eeuw wordt het Sint-Servaasklooster genoemd als verbanningsoord van abt Wando van Fontenelle, een van de tegenstanders van Karel Martel in de Frankische Burgeroorlog. Uit het feit dat Wando door Karel Martel naar Maastricht werd verbannen, kan worden afgeleid dat de Karolingen toen zekere rechten over kerk en klooster van Sint-Servaas uitoefenden. Dat was zeker het geval in de negende eeuw, toen de Akense hovelingen Alcuinus en Einhard lekenabt van het Sint-Servaasklooster waren. Waarschijnlijk is het klooster in die tijd omgezet in een seculier kapittel.
Vanaf de twaalfde of dertiende eeuw gaan de monniken, dan kanunniken genoemd, zelfstandig wonen. Over de oudste kloostergebouwen is weinig met zekerheid te zeggen. Wel weten we door de vondst van het grafkruis van Humbertus in 1988 dat deze proost in de tweede helft van de elfde eeuw "heel de kruisgang" (toto claustro) liet vernieuwen, inclusief de kapittelzaal (capitolio), de kapittelschool (scola) en de sacristie (vestiario), die daar waarschijnlijk omheen lagen. Volgens de Maastrichtse humanist en geschiedschrijver Matthaeus Herbenus verving de huidige kloostergang vanaf circa 1475 een oudere die door houten zuiltjes gedragen werd. Hedendaagse kunsthistorici achten het onwaarschijnlijk dat het machtige Sint-Servaaskapittel pas eind vijftiende eeuw over een stenen kruisgang zou beschikken.

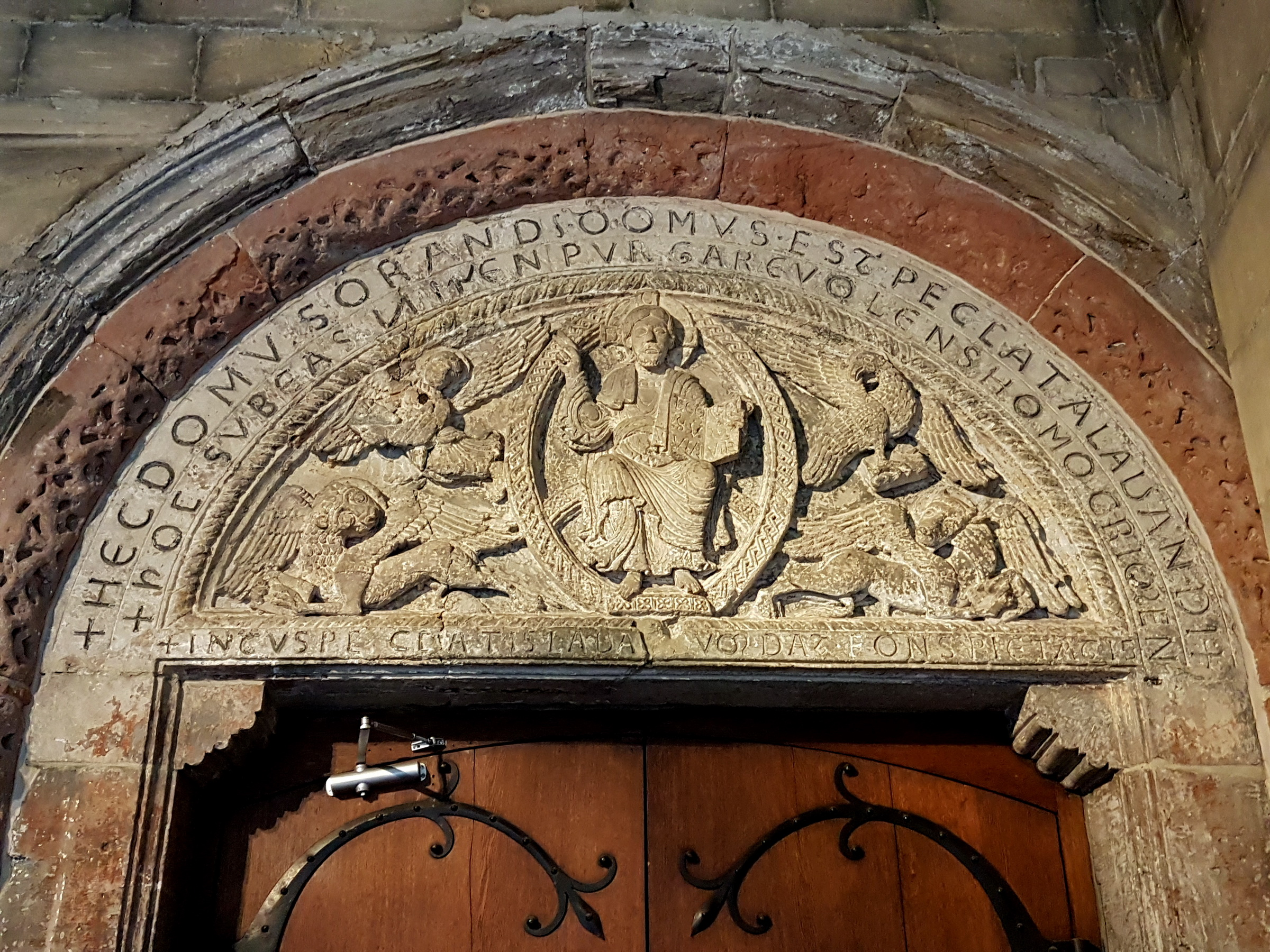
Noordoostportaal: romaans timpaan

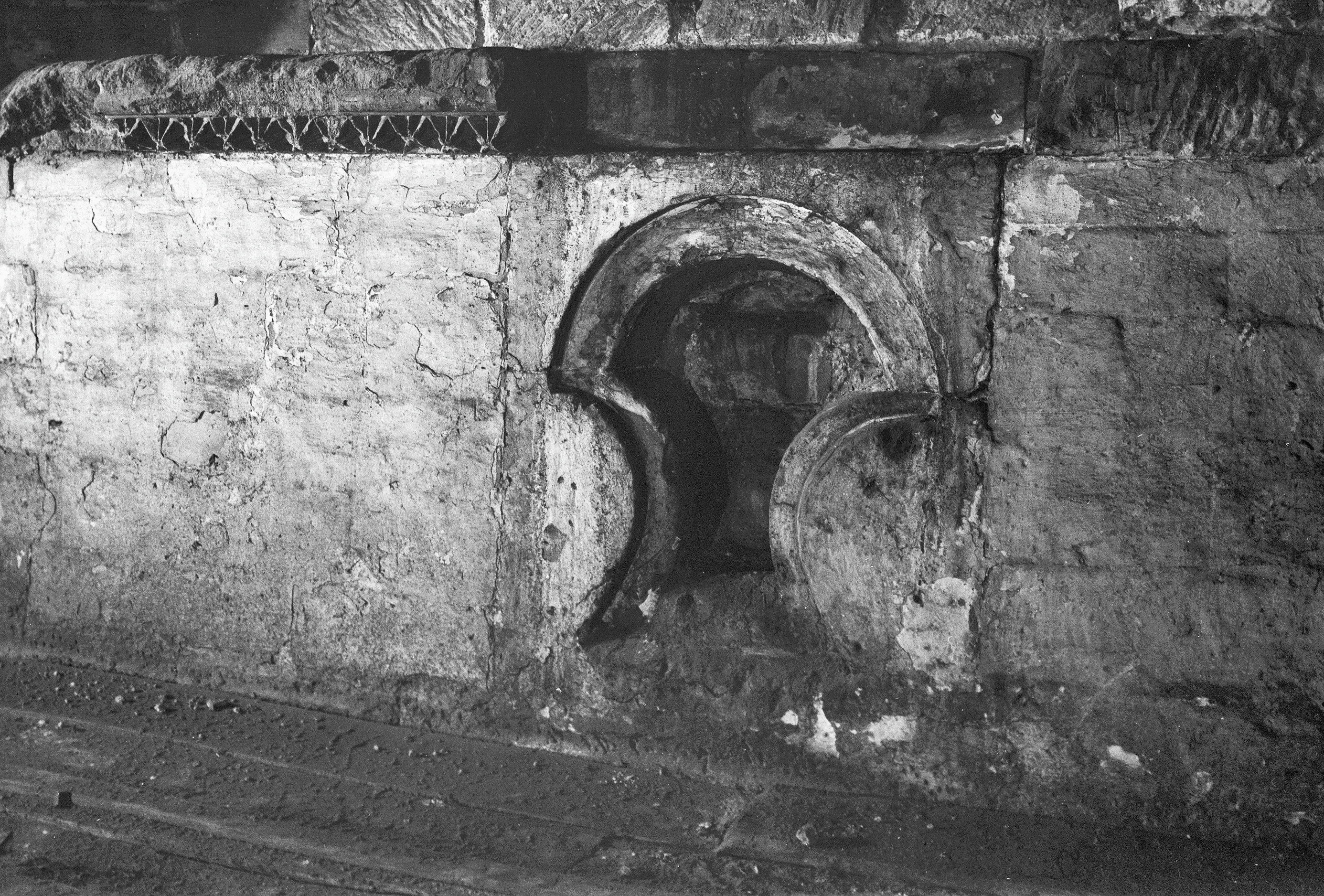
Sleutelgatvenster

Volgens de Nederlandse kunsthistorica Elizabeth den Hartog zijn de twee romaanse portalen, die tegenwoordig vanuit de kruisgang de toegang tot de kerk markeren, van elders afkomstig. De monumentale portalen, die waarschijnlijk een functie hadden in de stedelijke rechtspraak, zouden oorspronkelijk aan de oostzijde van de kerk hebben gestaan, aan de Vrijthofzijde. Die juridische functie leidde wellicht tot een conflict tussen het kapittel en het stadsbestuur. Den Hartog vermoedt dat ze werden verplaatst naar de huidige locatie vóór de bouw van de nieuwe kruisgang.
Aan de oostzijde van de kruisgang ligt de elfde-eeuwse Dubbelkapel, die met zijn annexen tot de oudste gebouwen van het kloostercomplex behoren. Aan de noordzijde liggen enkele gebouwen die vrijwel zeker uit de twaalfde eeuw stammen. Aan de westzijde zijn in de negentiende eeuw de voormalige kapittelschool en refter sterk verbouwd, maar op de zolder zijn nog enkele romaanse bouwfragmenten te zien, waaronder een sleutelgatvormig raam. Dat laatste deed Elizabeth den Hartog denken aan de verdwenen kruisgang van de Sint-Gereonkerk en het aartsbisschoppelijk paleis, beide in Keulen. Mogelijk was in deze vleugel de residentie van de proost of deken, of een gastenverblijf voor hooggeplaatsten gevestigd. In de collectie van het Bonnefantenmuseum bevindt zich een kapiteel waarvan vermoed wordt dat het afkomstig is van de romaanse kruisgang van de Sint-Servaas of een daaraan grenzend gebouw. Het betreft een viervoudig bladkapiteel, dat aan alle zijden is gedecoreerd met spiraalvormige palmetten, en dat sterke verwantschap vertoont met de kapitelen van de kruisgang van de Onze-Lieve-Vrouwebasiliek in Tongeren en die van de dwerggalerij van de Sint-Clemenskerk in Bonn-Schwarzrheindorf.

### Bouw van de gotische kruisgang
De Sint-Servaaskerk is in wezen een romaans bouwwerk uit de elfde en twaalfde eeuw, dat men in de eeuwen daarna heeft getracht aan te passen aan de gotiek. In de veertiende en vijftiende eeuw werd de kerk uitgebreid met kapellen in Maasgotische stijl en kregen het schip, de zijbeuken en het transept gotische vensters en een gotisch gewelf, een ingrijpende operatie die door de toevoeging van steunberen en luchtbogen ook aan de buitenkant zichtbaar was.
In de tweede helft van de vijftiende eeuw, waarschijnlijk onder proost Antonius Hanneron, begon de bouw van de laatgotische kruisgang en, vrijwel gelijktijdig, de Koningskapel. Van beide gebouwen zijn enkele vijftiende-eeuwse tekeningen op perkament bewaard gebleven, die mogelijk als bouwontwerp waren bedoeld. De bouw van de kruisgang werd aanvankelijk bekostigd uit een fonds dat beheerd werd door de claustrarius (kloosterbewaarder) Leonardus Wolandus, maar toen dat potje leeg was en de werkzaamheden enige tijd stil hadden gelegen, werd het project voltooid uit de algemene middelen van het kapittel. Voor de bouw van de koningskapel stelde de Franse koning Lodewijk XI in 1463 een grote som geld ter beschikking. Het is niet ondenkbaar dat een deel van dat geld gebruikt werd voor de nieuwe kruisgang. In elk geval wilde het kapittel ook in de nieuwe kruisgang zijn dankbaarheid jegens de Franse koning uitdrukken. In de traceringen van de spitsboogvensters is viermaal de Franse lelie te herkennen, even vaak als het Bourgondisch kruis, wat gezien kan worden als een verbeelding van de politieke spanningen in het laatste kwart van de vijftiende eeuw. Het voorkomen in diezelfde spitsboogvensters van het wapen van Horne, dat waarschijnlijk verwijst naar Johan van Horne, bisschop van Luik van 1482-1506, betekent dat de kruisgang niet voor 1482 was voltooid. De bouwwerkzaamheden werden mogelijk ten dele geleid door de Waalse bouwmeester Cornelis de Wael, die van 1473 tot 1477 genoemd wordt als werkmeester van de Sint-Lambertuskathedraal in Luik en tegelijkertijd in Maastricht aan de Sint-Servaaskerk werkte. Later werkte hij in 's-Hertogenbosch, Utrecht en Haarlem.
De refter in de westvleugel van de kloostergang verloor zijn oorspronkelijke functie nadat de kanunniken het gezamenlijk leven (en dus ook de maaltijden) vaarwel hadden gezegd. Wel behield de ruimte nog enkele keren per jaar een ceremoniële functie. De claustrarius woonde naast de refter, in een pand dat in 1900 vervangen werd door de tegenwoordige kosterswoning. Naast de kloosterbewaarder waren aan het klooster een refterproost en enkele refterleden verbonden, die onder andere de verdeling van de graanopbrengst binnen het kapittel regelden. De kelder onder de reftervleugel deed wellicht dienst als wijnkelder, hoewel daarvoor ook de zogenaamde Kanunnikenkelder onder de noordvleugel in gebruik was. Het kapittel beschikte over eigen wijngaarden in het Ahrgebied en had zelfs een eigen tapperij aan het Vrijthof. Aan de oostzijde van de kruisgang bleef de Dubbelkapel tot de Franse tijd in gebruik als kapittelzaal, als grafkapel van kanunniken en als bewaarplaats voor de kerkschat, waaronder de vele kostbare reliekhouders.
Op de oudste plattegrond van Maastricht, een schets uit circa 1585, is de kruisgang te zien, maar weinig gedetailleerd. De details op latere plattegronden (onder andere van Braun en Hogenberg en Joan Blaeu) blijken weinig overeenkomsten met de werkelijkheid te hebben. Op de zeer nauwkeurige plattegrond van de Franse ingenieur Larcher d'Aubencourt uit 1750 en op de daarop gebaseerde Maquette van Maastricht ontbreken - als enige - de kloostergebouwen van de Sint-Servaas!

### Secularisatie en restauraties
In 1797 werd het kapittel opgeheven en kregen de gebouwen een seculiere bestemming. In 1804 werd de kerk teruggegeven aan de parochie, maar sommige bijgebouwen bleven in gebruik door de overheid of particulieren. In de negentiende eeuw deed de refter dienst als winterkerk, de zolders werden door het stadsbestuur gebruikt als graanopslag en in de kelders bewaarde een wijnhandelaar zijn voorraad.
In 1869 stortte het zuidelijk deel van deze kelder in, wat leidde tot een - later zeer betreurde - eerste restauratie van dit deel in 1870-75. Hoewel architect Pierre Cuypers in principe de supervisie had, vond deze "restauratie" plaats onder leiding van Johannes Kayser, die het historische complex min of meer volgens eigen inzichten herbouwde. Vooral het quasi-gotische topgeveltje aan het Sint Servaasklooster werd door de rijksambtenaar bekritiseerd, waarbij tevens het dreigement werd geuit de restauratiesubsidies stop te zetten. In 1892-95 werd het noordelijk deel van het gebouwencomplex door Cuypers onder handen genomen. Ondanks de kritiek op het werk van Kayser enkele jaren eerder, werd ook de voormalige refter voorzien van een compleet nieuwe westmuur met neogotische ramen en een nieuw gewelf. De ruimte kreeg een neogotische polychromie en werd bestemd tot schatkamer ("heiligdommenkapel"). In 1900 werd het zuidelijk deel opnieuw verbouwd, waarbij de neogotische topgevel alweer moest wijken voor twee spitsboogramen. De noordelijke bijgebouwen hebben in de loop van de negentiende eeuw eveneens plaats moeten maken voor nieuwbouw, op een enkele muur en de enorme wijnkelder van het kapittel na. Min of meer onaangetast bleven de gebouwen aan de oostzijde. Een deel van de hier gelegen Dubbelkapel was tot eind twintigste eeuw in gebruik als sacristie.
In de jaren 1980 werd de Sint-Servaaskerk opnieuw ingrijpend gerestaureerd. De bijgebouwen rondom de kruisgang kregen bij die gelegenheid een andere bestemming. De belangrijkste wijziging was de verplaatsing van de Schatkamer naar de historische locatie in de Dubbelkapel. Deze kapel werd als eerste gerestaureerd, waarbij belangwekkende archeologische vondsten werden gedaan (zie hieronder). De aangrenzende gebouwen en de traptoren werden bij de schatkamer gevoegd en een ruimte in de noordvleugel werd ingericht als bezoekerscentrum ("diaruimte"). De grote, naastgelegen Kanunnikenkelder werd bestemd tot parochiezaal en ontvangstruimte. De oude schatkamer werd van 1982-84 eveneens gerestaureerd en ingericht als dagkapel; de aangrenzende ruimte werd de nieuwe sacristie. Bij de restauratie van de kloostergangen zelf werden onder andere de versleten natuurstenen vloeren vervangen. Als laatste werd in 1991 de pandhoftuin, waar tien jaar lang de bouwketen hadden gestaan, heringericht.

### Archeologische opgravingen
Voorafgaand aan een herinrichting van de pandhoftuin in 1953-54 vond een professioneel begeleide archeologische opgraving door de Rijksdienst voor het Oudheidkundig Bodemonderzoek (ROB) plaats. Daarbij werden gebouwresten van een oudere kloostergang, een vroegmiddeleeuws kerkje en een groot aantal laat-Romeinse en Merovingische graven aangetroffen. De pandhof bleek onderdeel te zijn geweest van de grote begraafplaats die in de Romeinse tijd langs de Romeinse heerweg (Via Belgica) buiten de nederzetting Maastricht (Mosa Trajectum) werd aangelegd. In totaal werden 830 begravingen aangetroffen (498 zeker); 315 daarvan bevatten skeletresten, 75 tevens grafgiften; 152 graven bevatten alleen grafgiften. Sommige graven waren voorzien van uitzonderlijk rijke bijgaven, zoals dat van een Merovingische dame met oorhangers, kralensnoeren en andere sieraden. De grafvondsten bevinden zich merendeels in de collectie van het Centre Céramique in Maastricht. Een deel wordt tentoongesteld in het Limburgs Museum in Venlo. Een fragment van een vroegchristelijke grafsteen uit de zesde eeuw en een Karolingisch sarcofaagdeksel met inscriptie uit circa 900 bevinden zich in het lapidarium in de oostcrypte van de kerk. De betekenis van het door de ROB opgegraven kerkje is nog onduidelijk. Volgens sommige auteurs is dit de uit geschreven bronnen bekende Livinuskapel.
In 1981-82 werd de Dubbelkapel onderworpen aan een uitgebreid archeologisch onderzoek onder leiding van stadsarcheoloog Titus Panhuysen. Onder de vloer van het voorste gedeelte van de benedenkapel werden tientallen gemetselde kanunnikengraven gevonden. Enkele waren voorzien van fraaie zerken, die bij de herinrichting zijn verplaatst naar het achterste gedeelte van de kapel. Een deel van de oorspronkelijke vloertegels (uit de elfde eeuw?) zijn te zien in de pandhof. Spectaculair was de vondst van zeer oude fundamenten, die op een twaalfhoekige centraalbouw leken te wijzen. Pas in 1989 kon worden vastgesteld dat deze veelhoeken deel waren van de polygonale uiteinden van het transept van de in 1039 ingewijde kerk. Dit transept werd later gewijzigd in het huidige, rechthoekige. De opgravingen zijn deels te bezichtigen in het souterrain onder de schatkamer.
In de overige kloostergebouwen en in de kloostergangen zelf heeft geen archeologisch onderzoek plaatsgevonden.

## Beschrijving

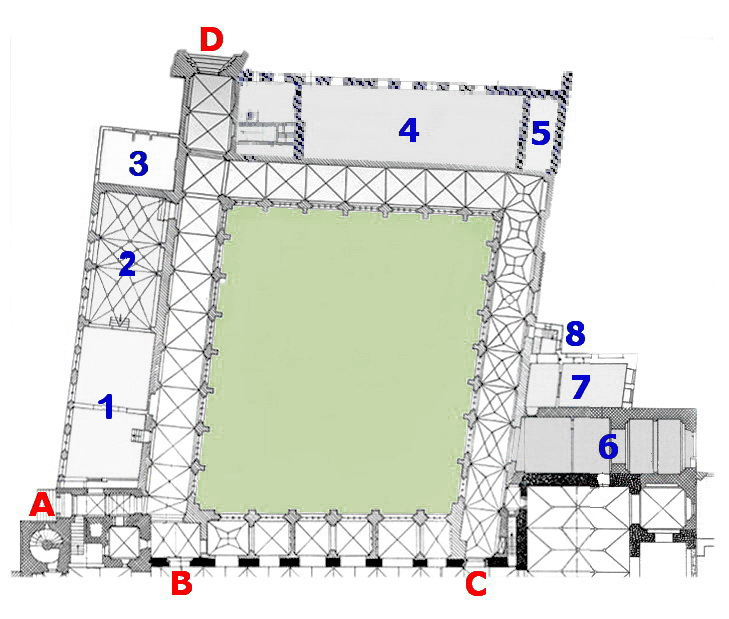
De kruisgang met pandhof, aanbouwen en portalen:
sacristie (1), Sint-Servaaskapel (2), kosterswoning (3), kanunnikenkelder (4), diaruimte (5), Dubbelkapel (6), nevenruimte (7), traptoren (8), romaanse portalen (A, B, C), gotisch portaal (D)

### Architectonische opbouw
De kruisgang bevindt zich aan de noordzijde van de Sint-Servaasbasiliek, aan de kant van het Keizer Karelplein, waar het gotische portaal de belangrijkste toegang vormt tot de kruisgang. Twee romaanse portalen geven vanaf de kruisgang toegang tot de kerk. De westelijke kruisgang loopt parallel aan de straat Sint Servaasklooster, waar zich eveneens een (weinig gebruikte) ingang bevindt met een romaans portaal. De vorm van de kruisgang, een scheefgetrokken rechthoek, is onregelmatig omdat bij de bouw rekening gehouden moest worden met bestaande gebouwen. De kruisgang is tegen de noordelijke zijkapellen van de Sint-Servaaskerk aangebouwd. Vanaf de pandhof gezien oogt deze reeks gotische kapellen op het eerste gezicht als onderdeel van de kruisgang. Rondom de kloostergangen liggen diverse kapellen en bijgebouwen, waarvan de Dubbelkapel (tegenwoordig schatkamer van de kerk) aan de oostelijke, en de Sint-Servaaskapel en sacristie aan de westelijke gang de belangrijkste zijn.

### Pandhof

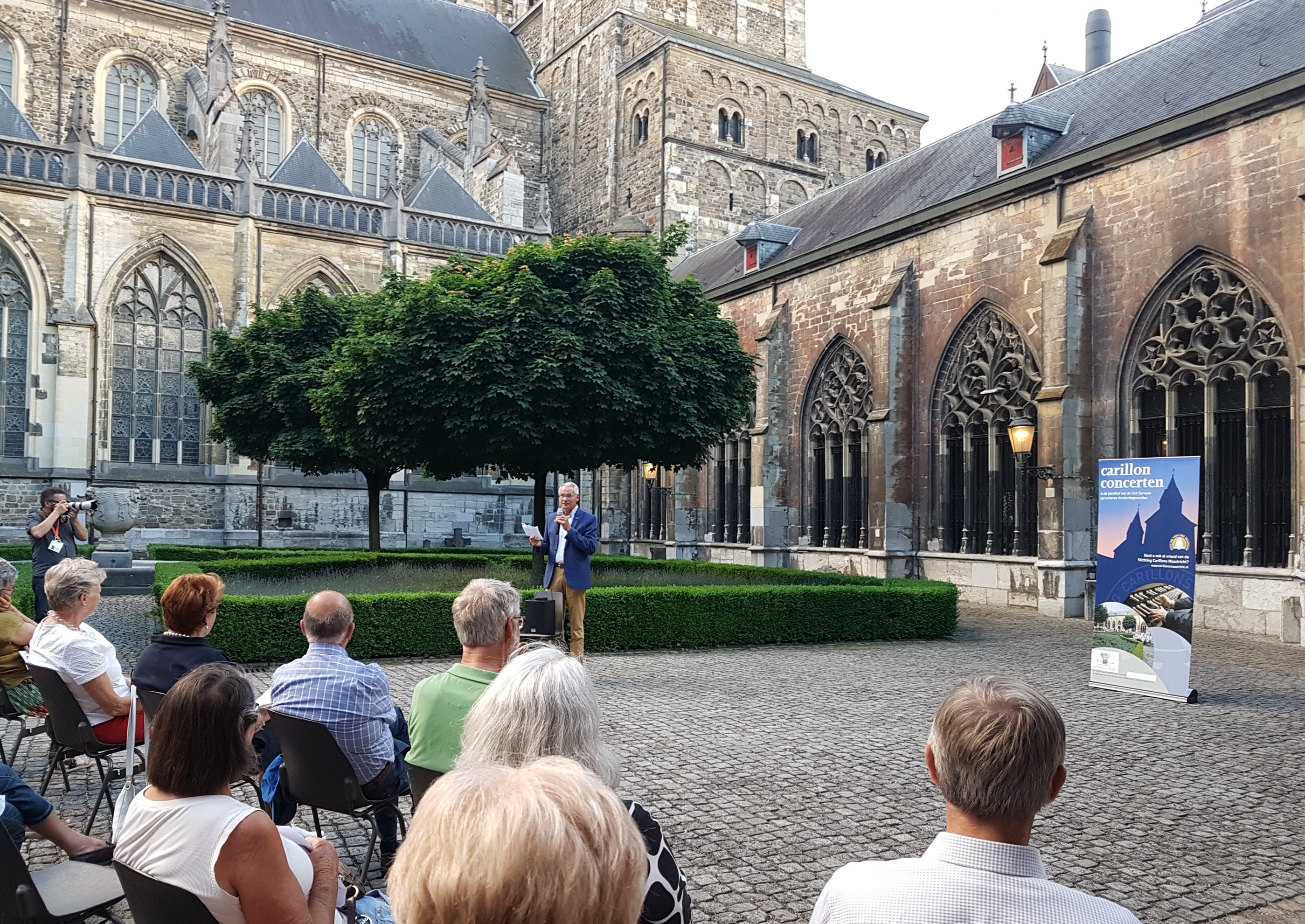
Beiaardconcert in de pandhof

De pandhoftuin, die de vorm van een onregelmatige vierhoek heeft, is als een traditionele kloostertuin aangelegd met vier perken en een rond middenpleintje. De beplanting bestaat uit bodembedekkende lavendel binnen buxushagen met in elk perk een boom. Op het middenpleintje staat een fontein, waarvan de vaas ooit deel uitmaakte van de Sint-Servaasfontein op het Vrijthof. De paden en het noordelijk deel van de pandhof zijn bestraat met kasseien. Hier kunnen ca. 100 stoelen worden geplaatst voor carillonconcerten. Tegen de gevels staan enkele oude grafkruisen en diverse bouwfragmenten, waarvoor in de schatkamer en het lapidarium (in de oostcrypte) geen plaats is. In de noordoosthoek staat de oude luidklok Grameer, die daarmee op zijn geboorteplek is teruggekeerd.
De mergelstenen buitenmuren van de kloostervleugels vertonen sporen van rode verf, "ossenbloed", een vroeger veel toegepaste kleurstof in Maastricht (zie bijvoorbeeld Sint-Janskerk). De onderste 1,5 à 2 meter van de muren is van Naamse steen. Vanaf de pandhoftuin heeft men het beste zicht op de 23 gotische kruisgangvensters met decoratief maaswerk. Vanwege de onregelmatige vorm van de kruisgang is het aantal vensters en de breedte van de vensters niet in alle vleugels hetzelfde. De noordvleugel telt zeven vensters; de oost- en westvleugels hebben er beide acht. De vensters van laatstgenoemde vleugels zijn merendeels quadrifora (vensters met vier traveeën); bij de oostvleugel is dit omgekeerd: de meeste ramen zijn hier trifora (met drie traveeën). In de traceringen van de spitsboogvensters is viermaal het Bourgondisch kruis te herkennen, viermaal de Franse lelie, tweemaal de Maastrichtse stadsster, eenmaal de Luikse perroen en eenmaal het wapen van Horne.

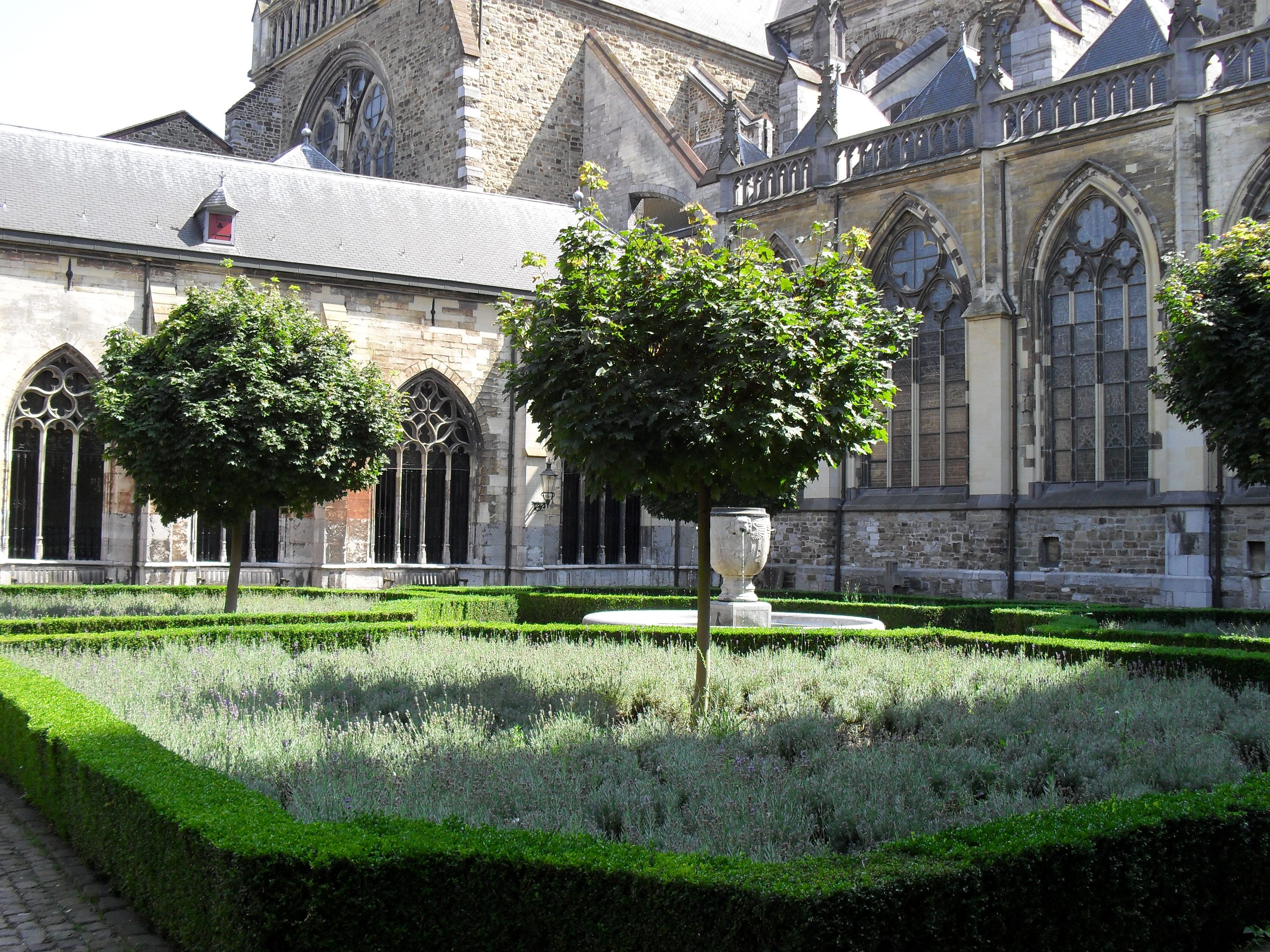
Overzicht pandhoftuin
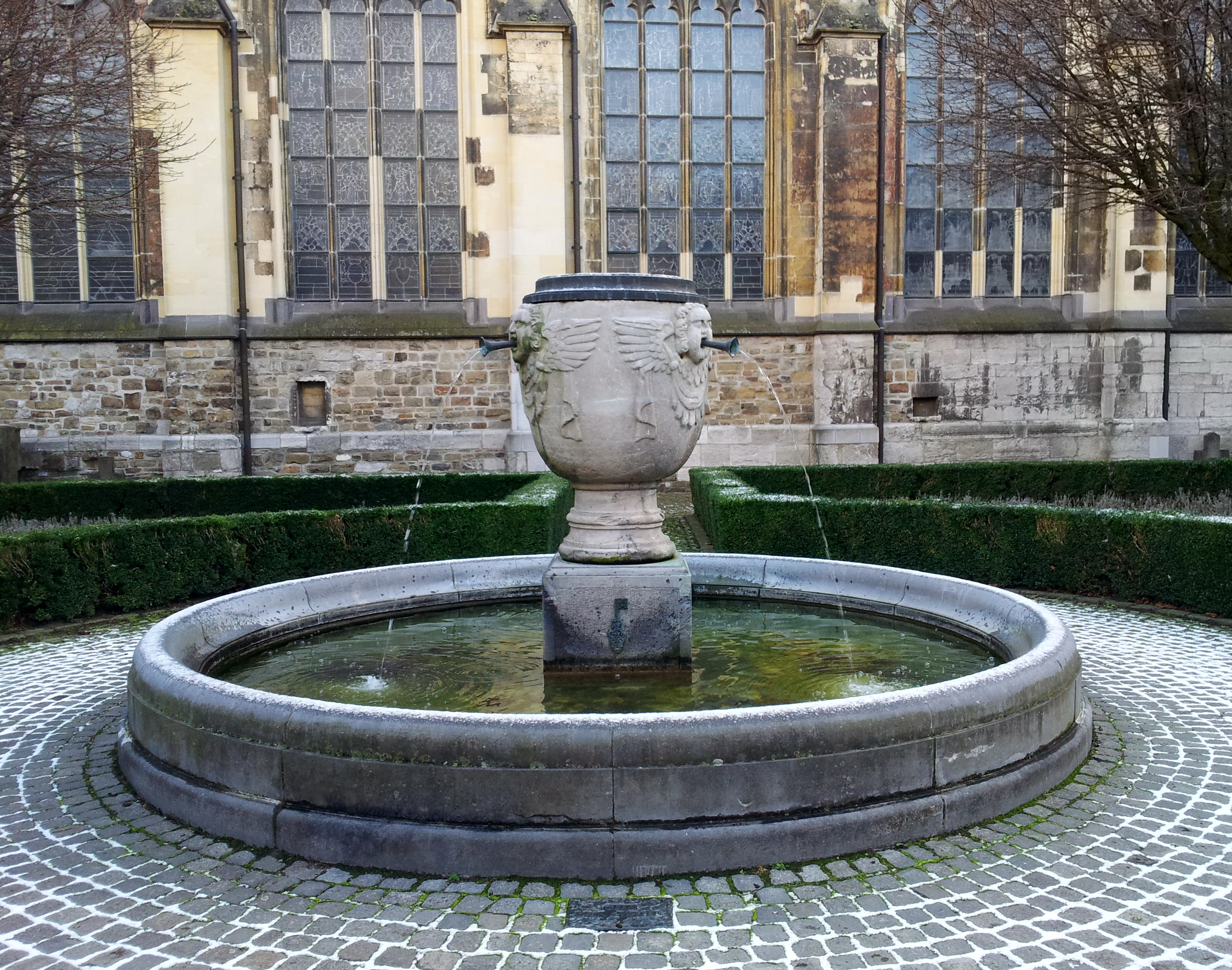
Oude Sint-Servaasfontein
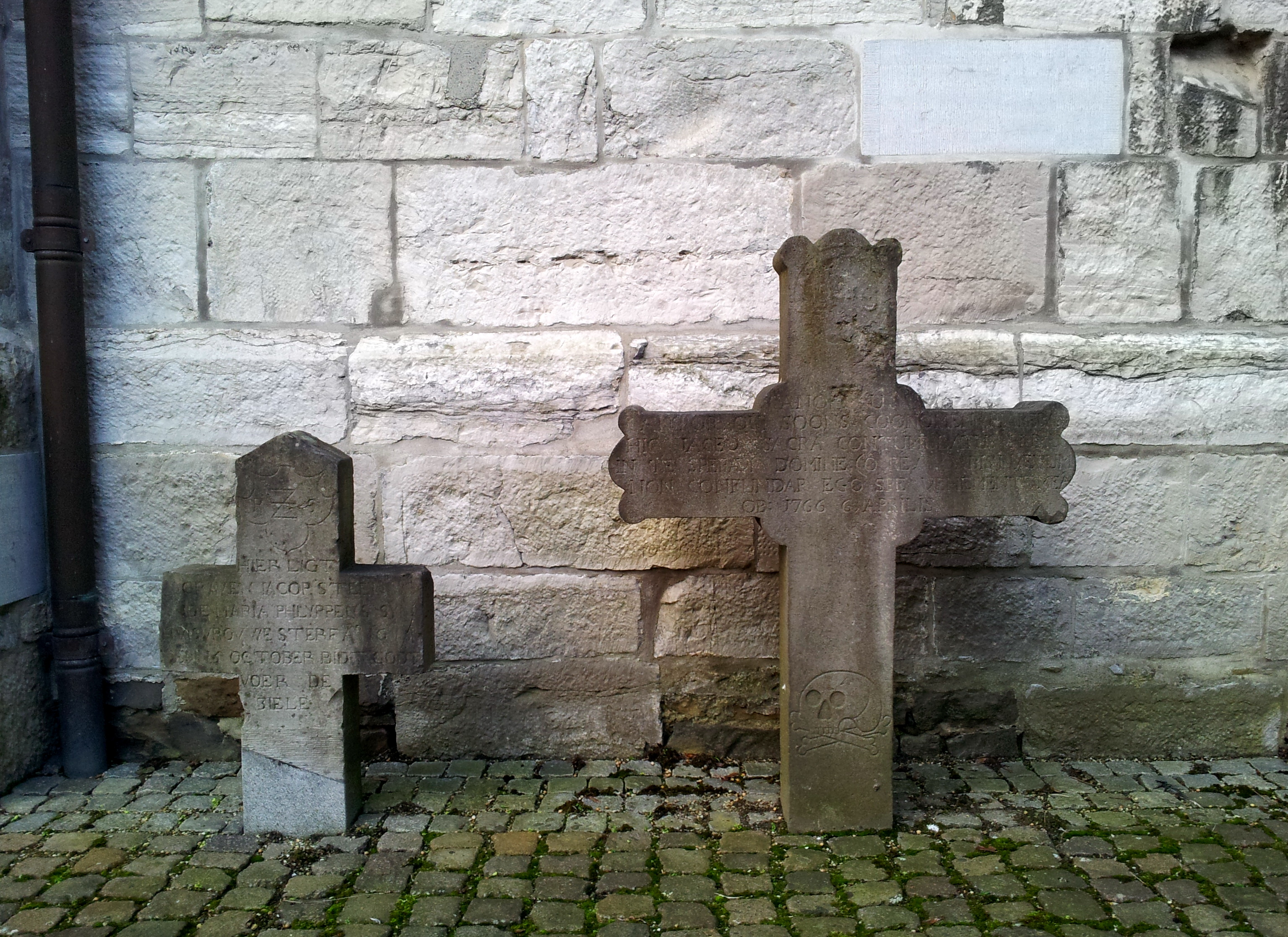
Grafkruisen
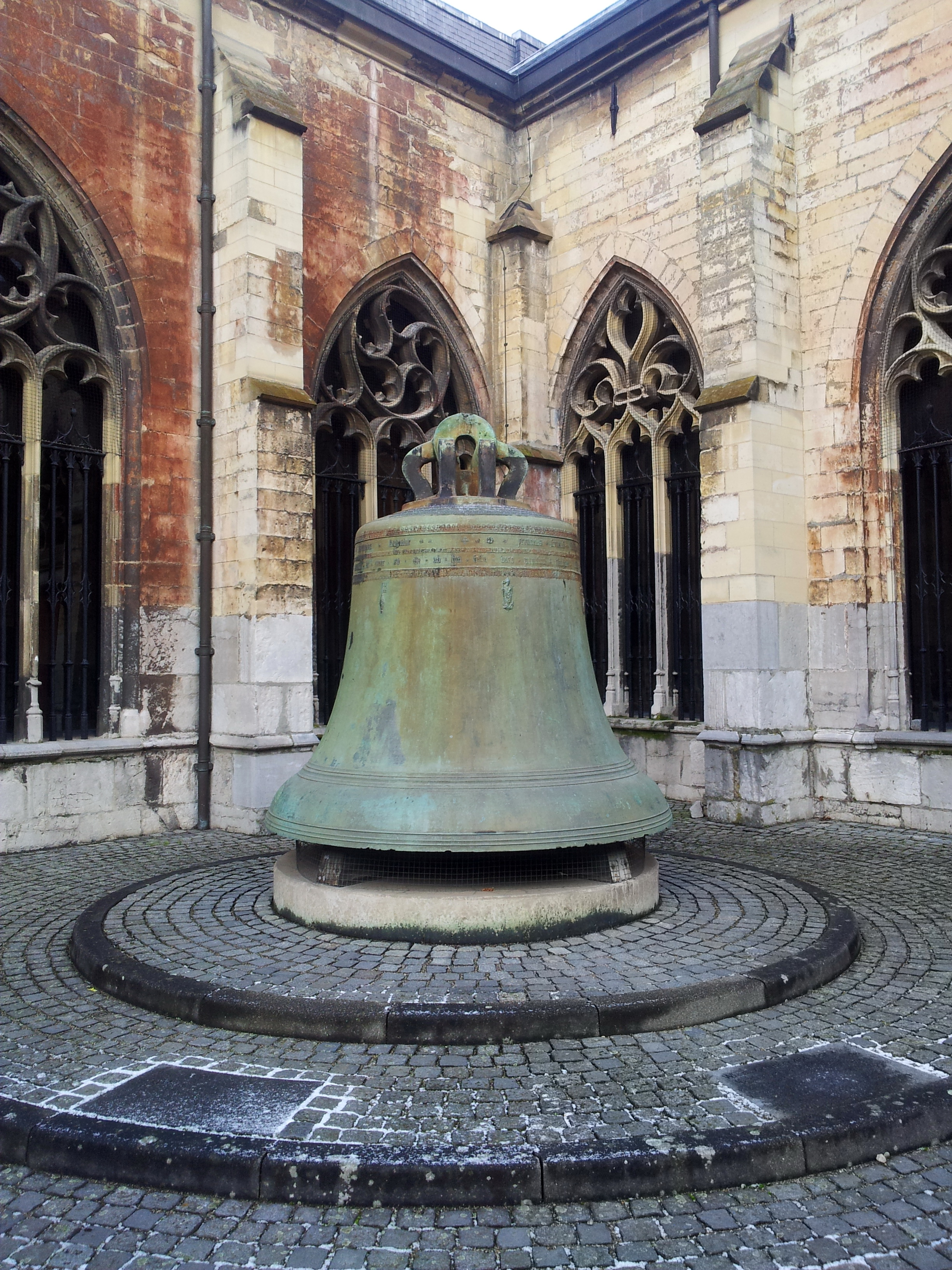
Grameer

### Kloostergangen
De drie kloostergangen liggen om de pandhoftuin heen en bieden via de 23 genoemde spitsboogramen zicht op de tuin. In de oostelijke en westelijke gang bevinden zich tegenover elkaar liggende toegangen tot de pandhof. De oostelijke kruisgang heeft een gotisch stergewelf; de andere twee gangen hebben een eenvoudiger kruisribgewelf. De hardstenen vloer is bij de restauratie in 1983 geheel vernieuwd, waarbij enkele oude zerken (met onleesbare opschriften) zijn behouden.

#### Oostelijke kruisgang
De oostelijke gang heeft tien traveeën en leidt naar het noordoostelijk toegangsportaal van de kerk (zie beschrijving portalen). In het maaswerk van de gotische vensters zijn diverse heraldische tekens te zien. Een roodgeverfde deur geeft toegang tot de pandhof. In de oostelijke muur van deze gang bevindt zich de 4 m brede, rondbogige ingang van de Schatkamer, die wordt afgesloten door een smeedijzeren hek (afkomstig uit de oude schatkamer). Ernaast bevindt zich een kleine, gewelfde ruimte waarin een crucifix hangt en de draagbaar voor het borstbeeld van Sint-Servaas staat. Daarnaast, vlak voor de ingang van de kerk, bevindt zich in diezelfde oostmuur een gotische altaarnis uit omstreeks 1330. De spitsbogige nis is uitgespaard in een ongeveer 4,4 m hoge en ruim 2 m brede rechthoek met blindtraceringen en een wimberg met pinakel. In de nis staat een vijftiende-eeuwse(?) Madonna met Kind.

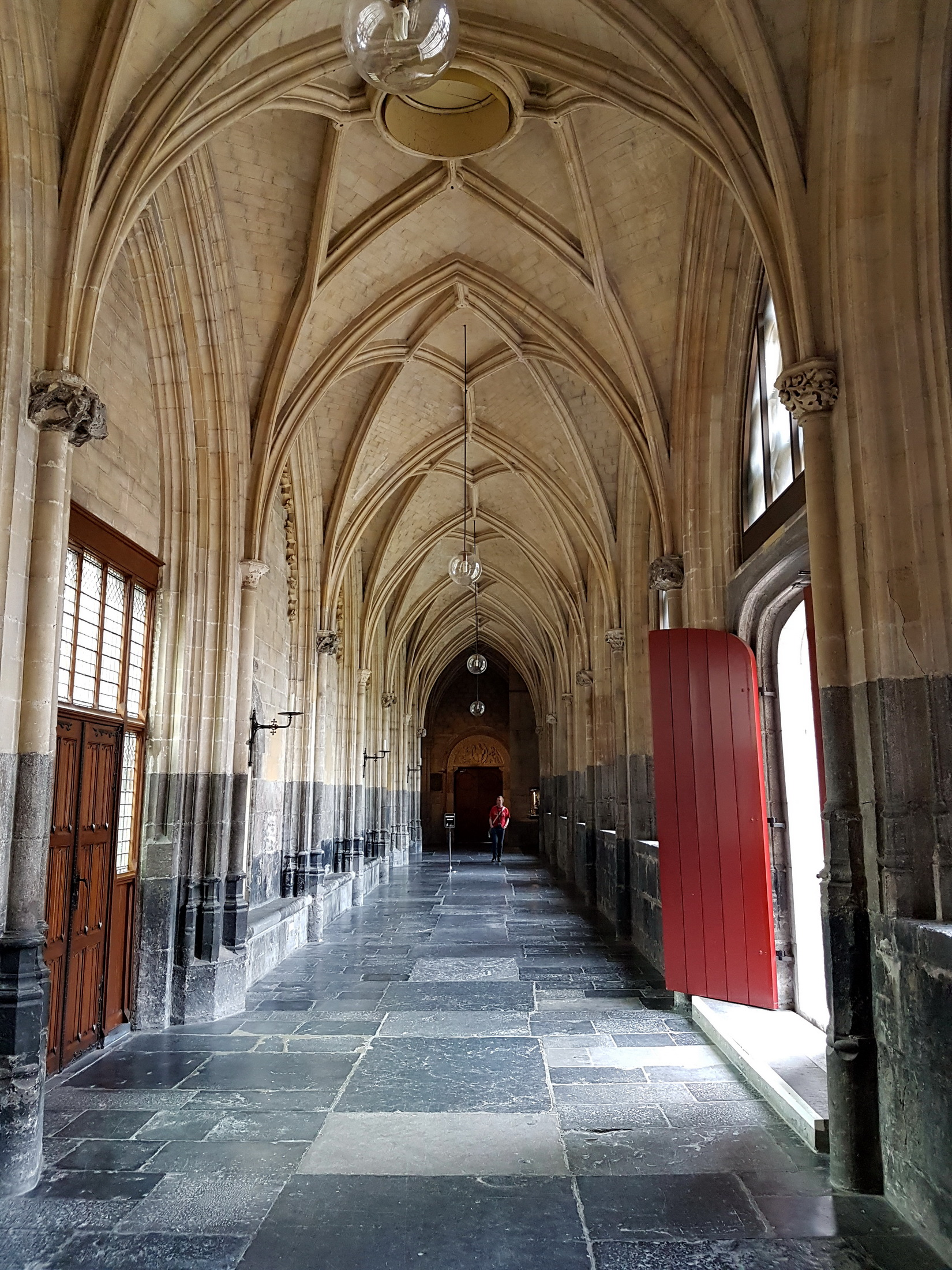
Oostgang naar het zuiden
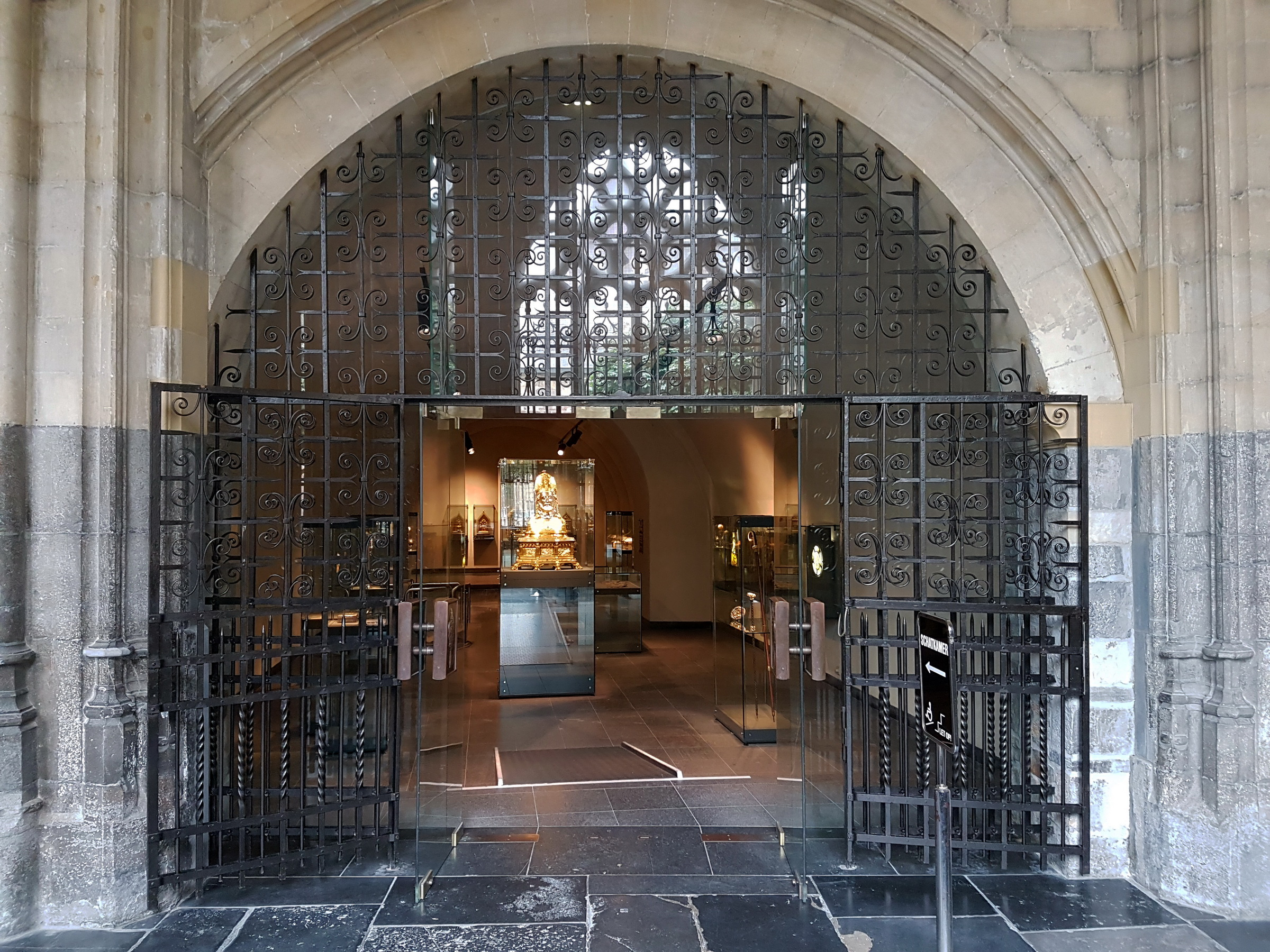
Ingang schatkamer
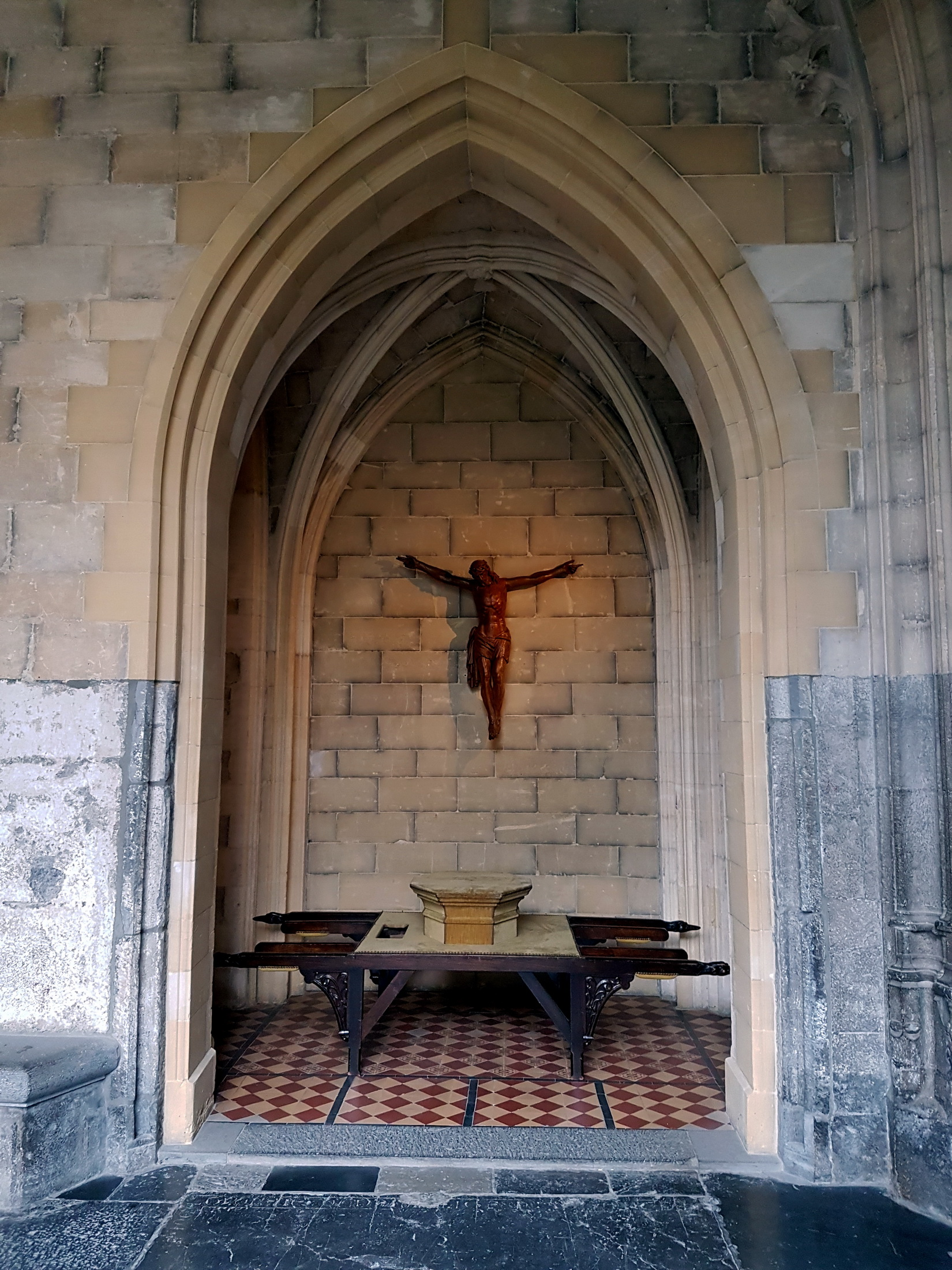
Nis met crucifix en draagbaar
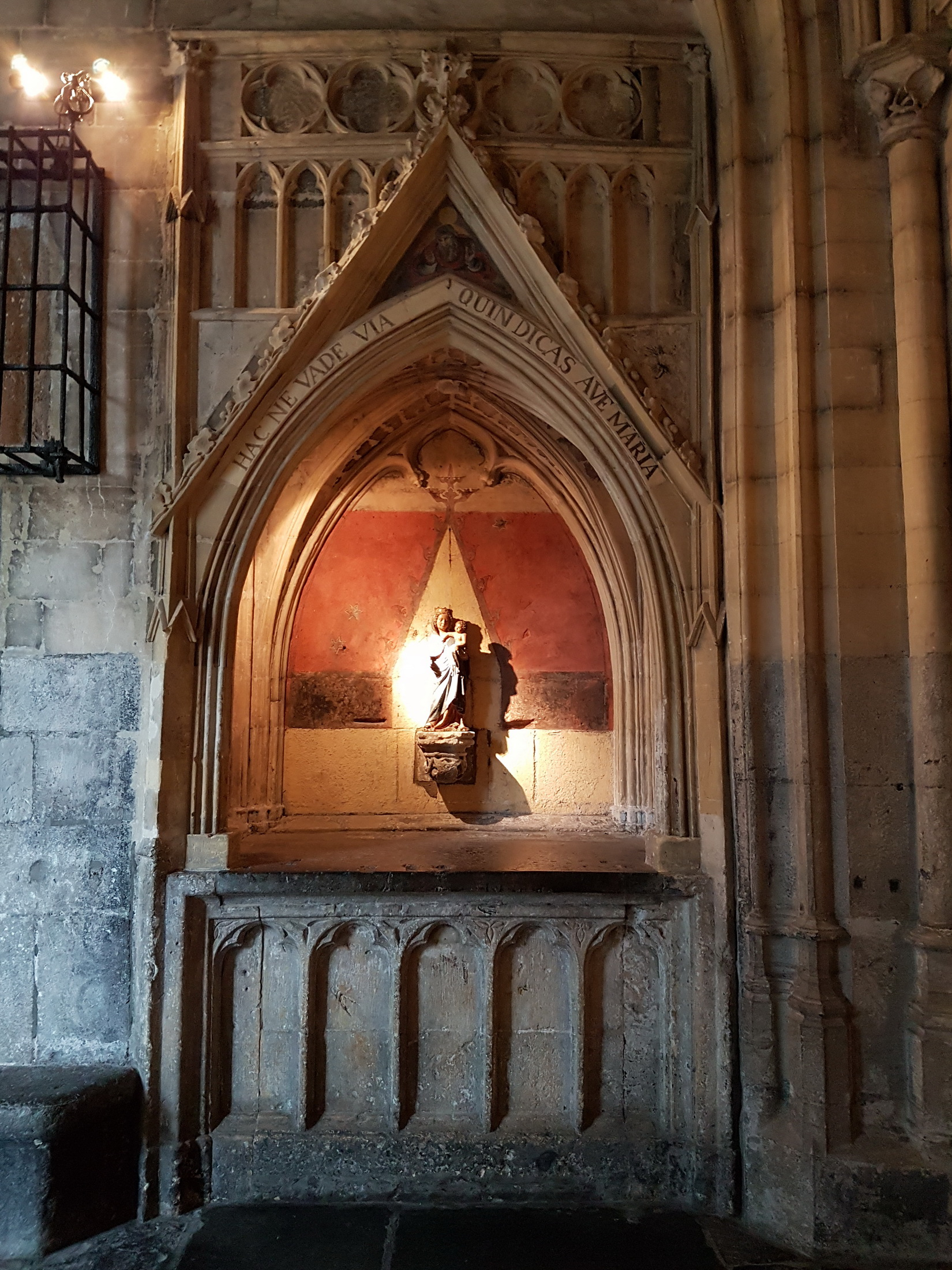
Gotische altaarnis

Op de sterk verweerde kapitelen in de oostgang zijn engelen afgebeeld die onderdelen van de kerkschat tonen, een bewijs dat de schatkamer zich hier vanouds bevond. Van de vloerzerken zijn de meeste onleesbaar geworden. De deels nog leesbare zerk van Johan van Mulke, "wynman" en "ruidreghter" van het kapittel, heeft enkele wapenschilden. In de oostwand zijn diverse memorietafels of epitaven ingemetseld. Er is een speciaal monument voor een onbekend echtpaar dat een reliëfvoorstelling in gips bevat. Het monument is tijdens de restauratie van begin jaren tachtig verplaatst naar de dichtgezette toegang tot de traptoren bij de schatkamer. Vanwege plaatsgebrek in de schatkamer wordt een bijzondere verzameling tinnen devotionalia tentoongesteld in een vitrine in de oostgang.

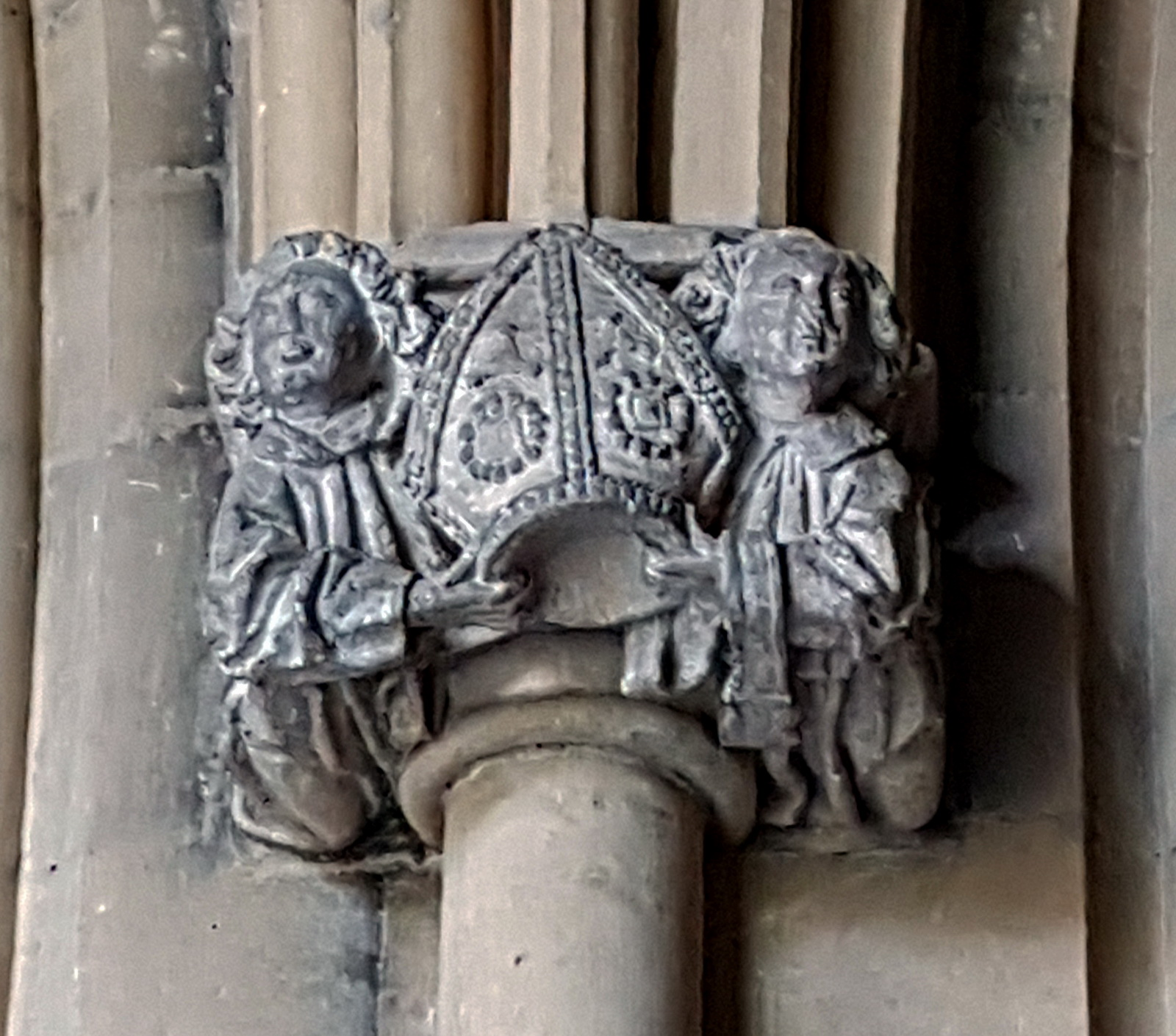
Kapiteel met engelen
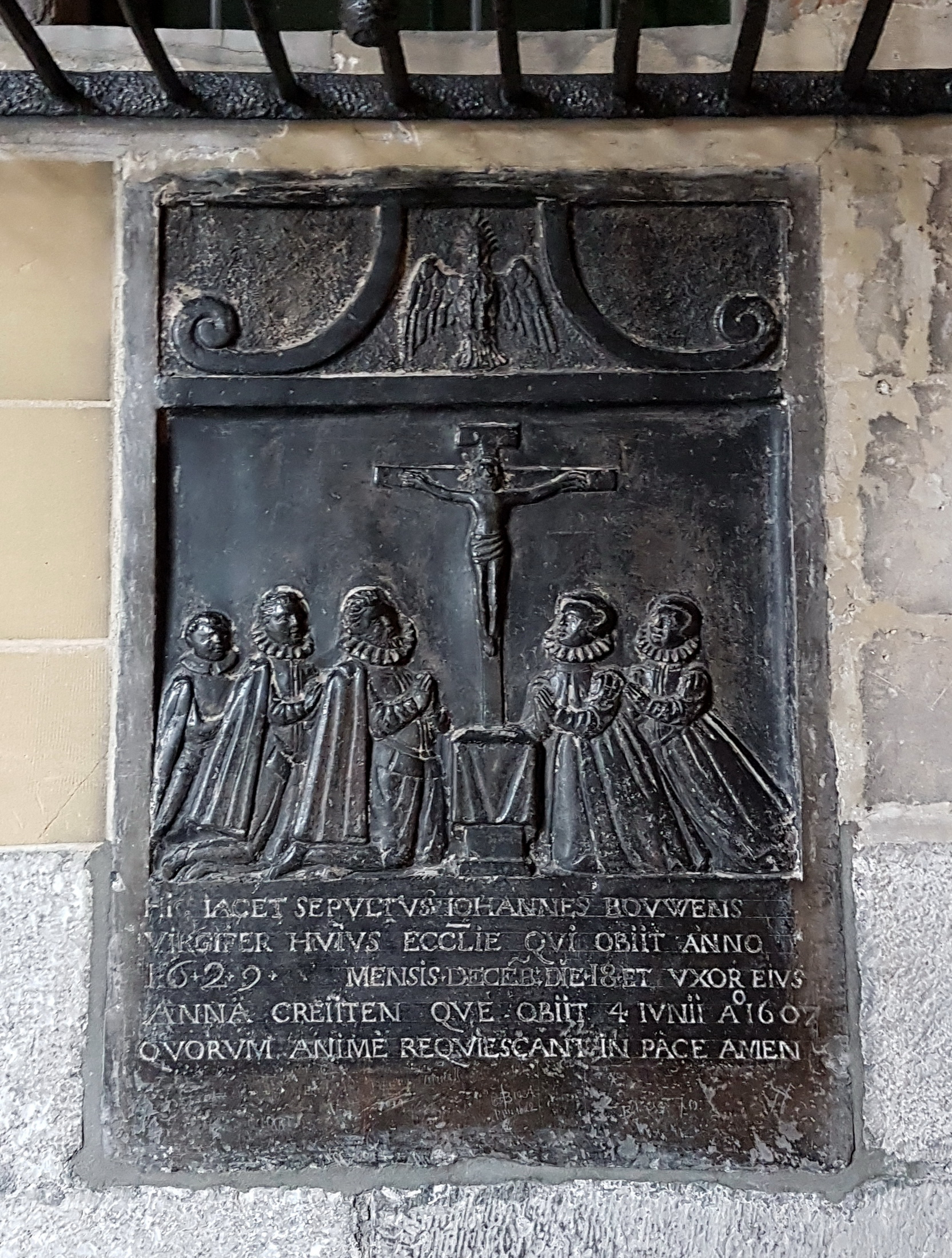
Epitaaf uit 1629
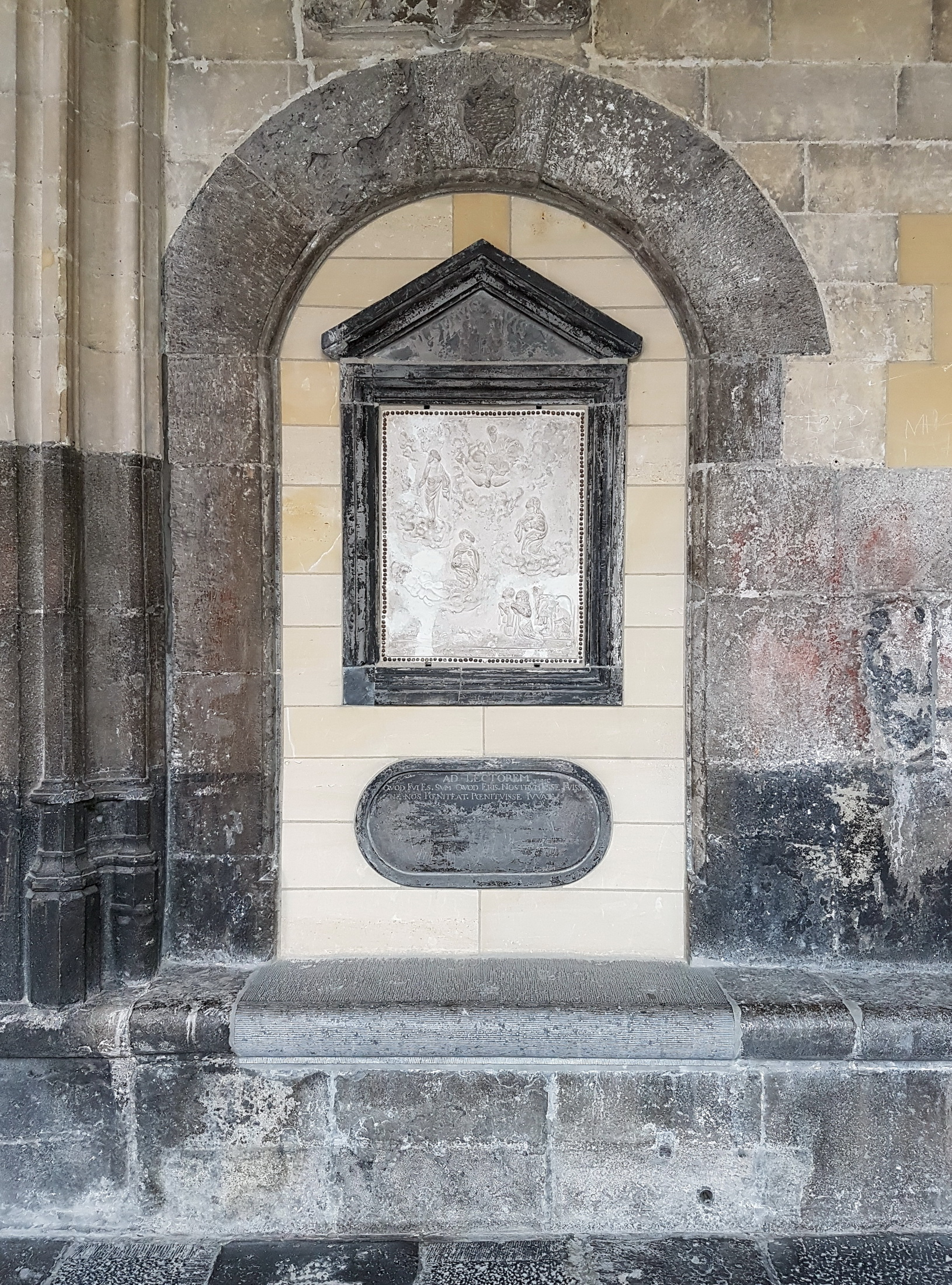
Epitaaf van gips
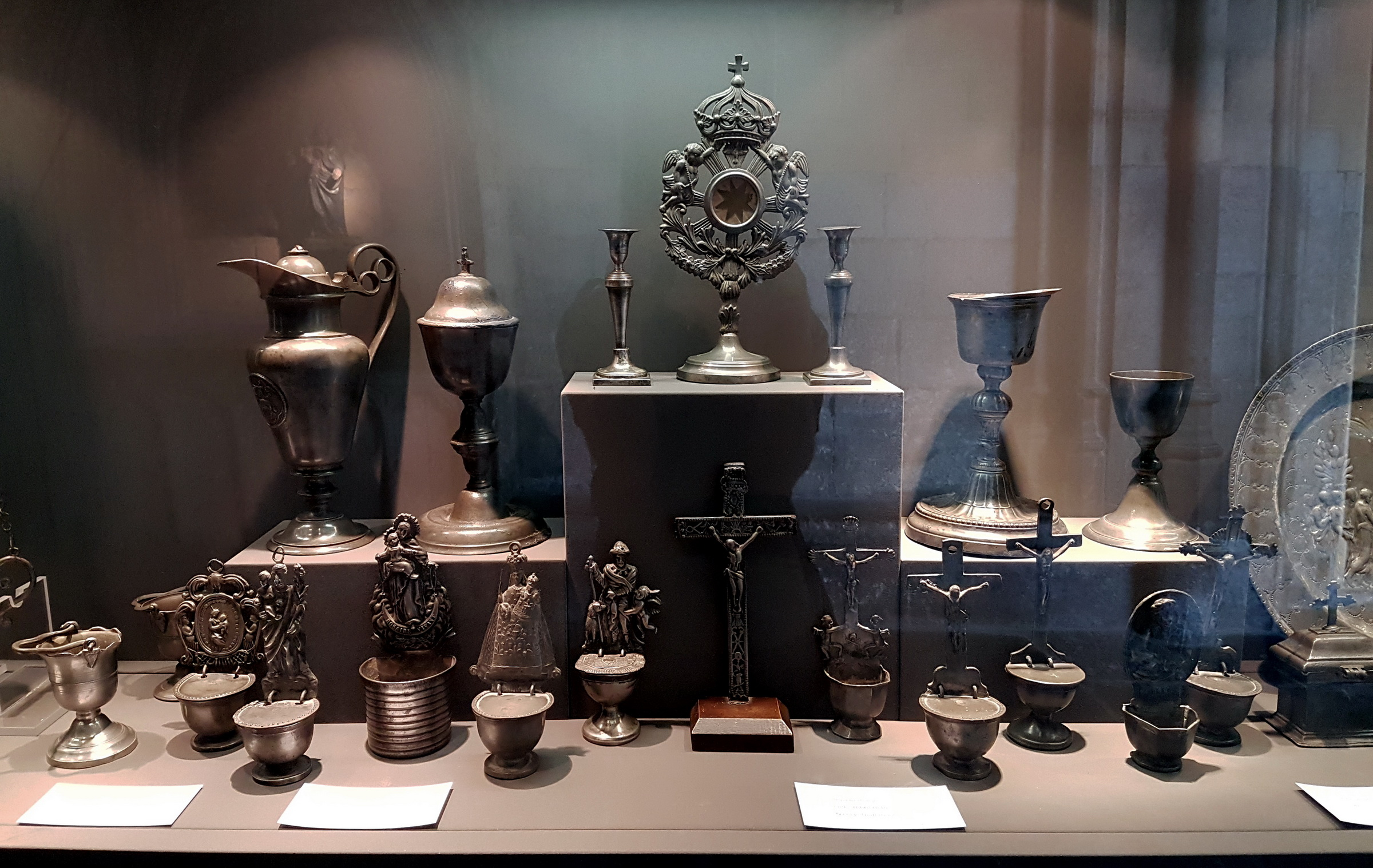
Tinverzameling

#### Noordelijke kruisgang
De noordelijke gang telt zeven traveeën en sluit aan op de derde travee van de westelijke gang. Ook hier zijn diverse heraldische tekens in de venstertraceringen te herkennen, hoewel die van buitenaf beter zichtbaar zijn. In de meest westelijke travee zijn twee epitaven aangebracht, waarschijnlijk uit de zestiende eeuw. Een hek sluit dit gedeelte af buiten de bezoekuren van de kerk. Iets verderop bevindt zich de kassa van zowel kerk als schatkamer. In de laatste travee is de toegang tot het bezoekerscentrum ("diaruimte"). Vóór deze ingang staat een maquette van de kerk (zonder kruisgang).

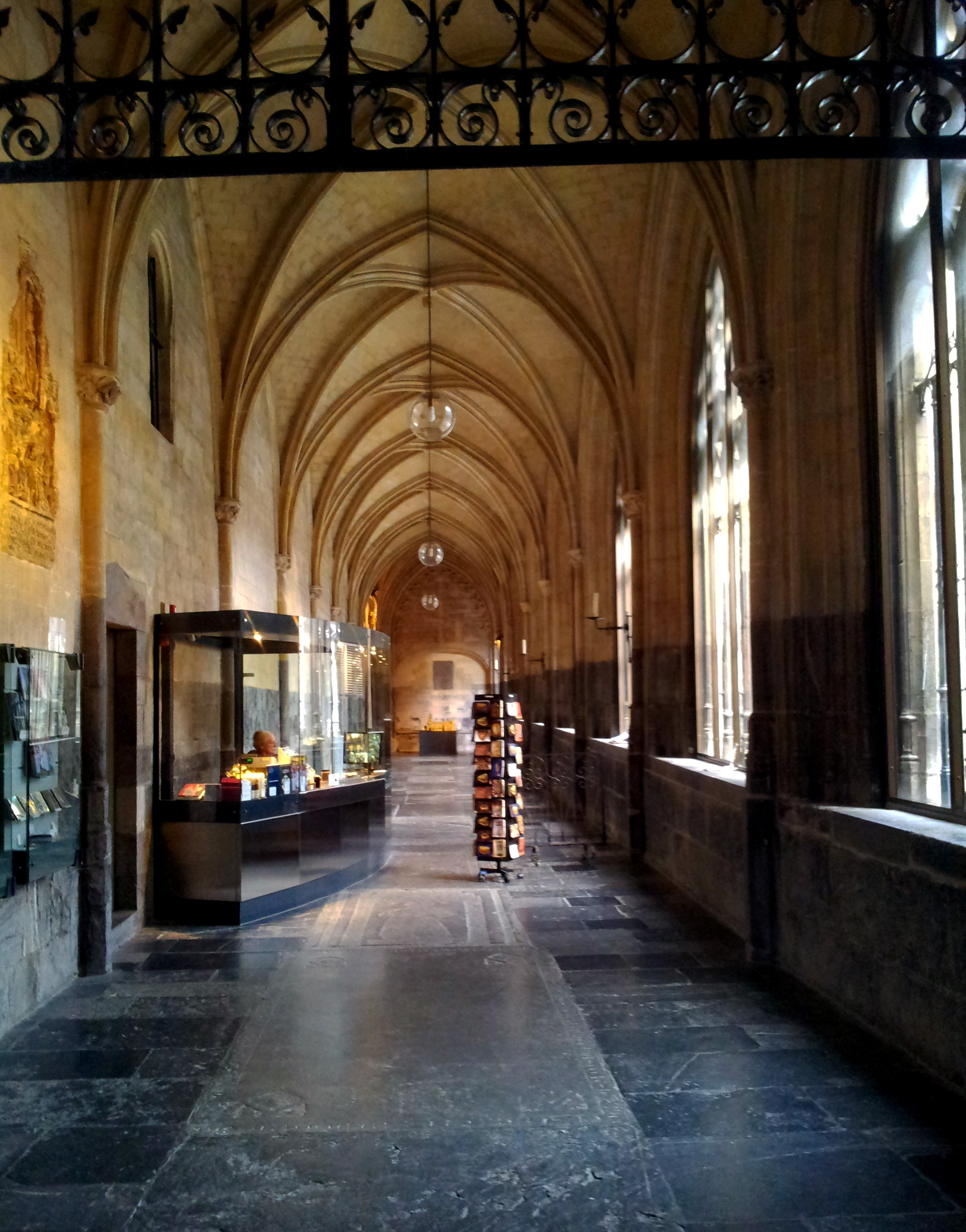
Noordelijke gang en kassa
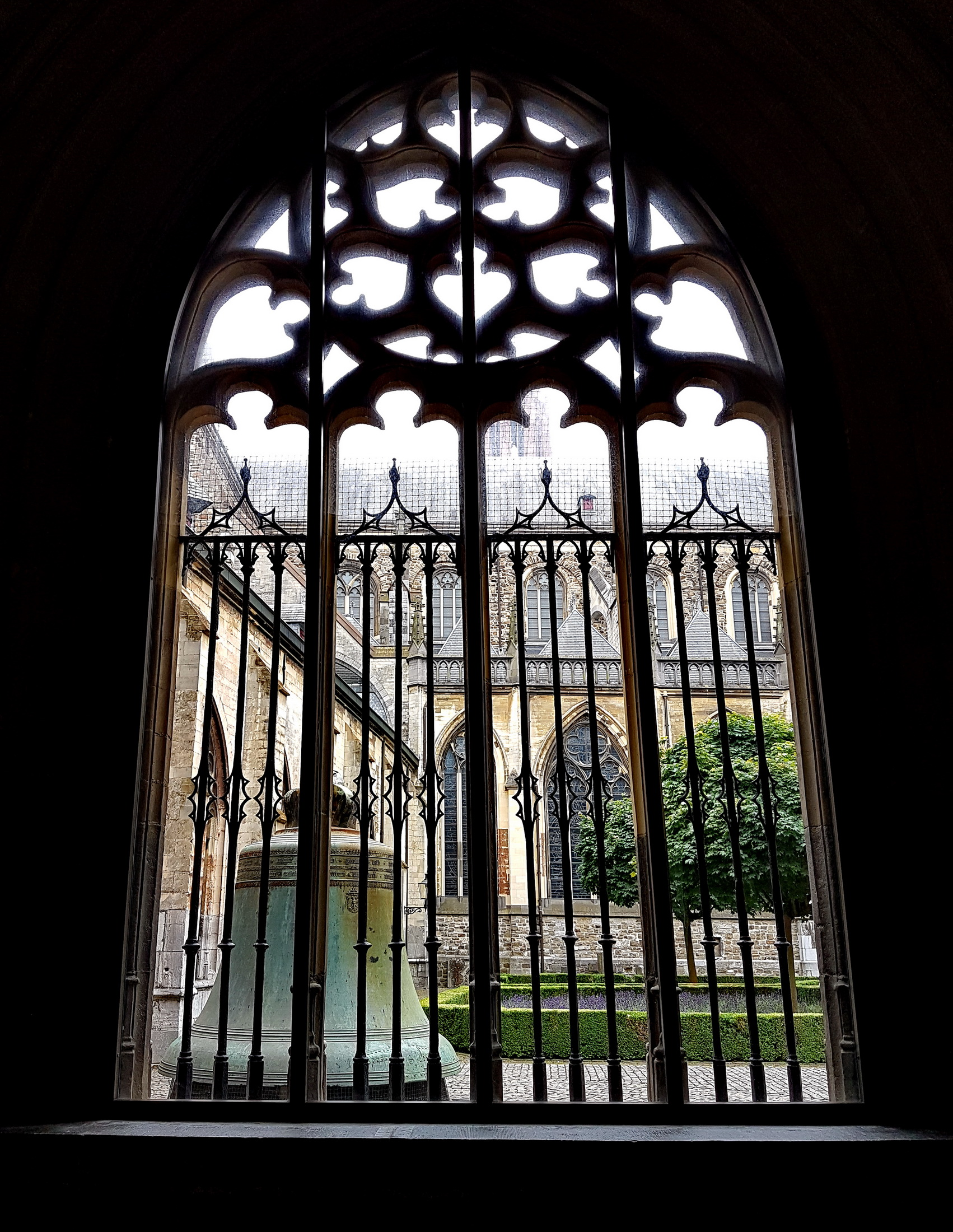
Gotisch venster
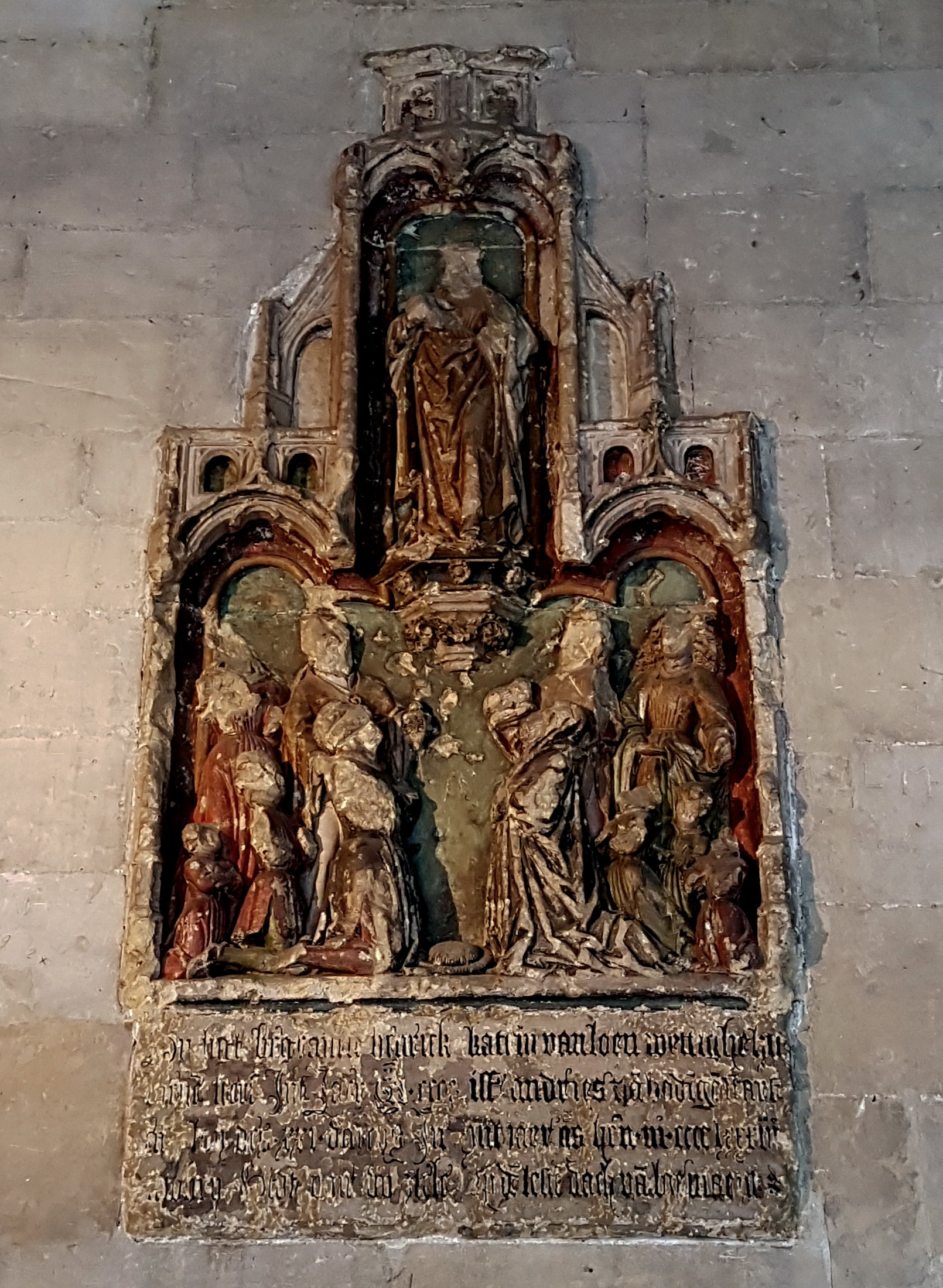
Laatgotisch epitaaf
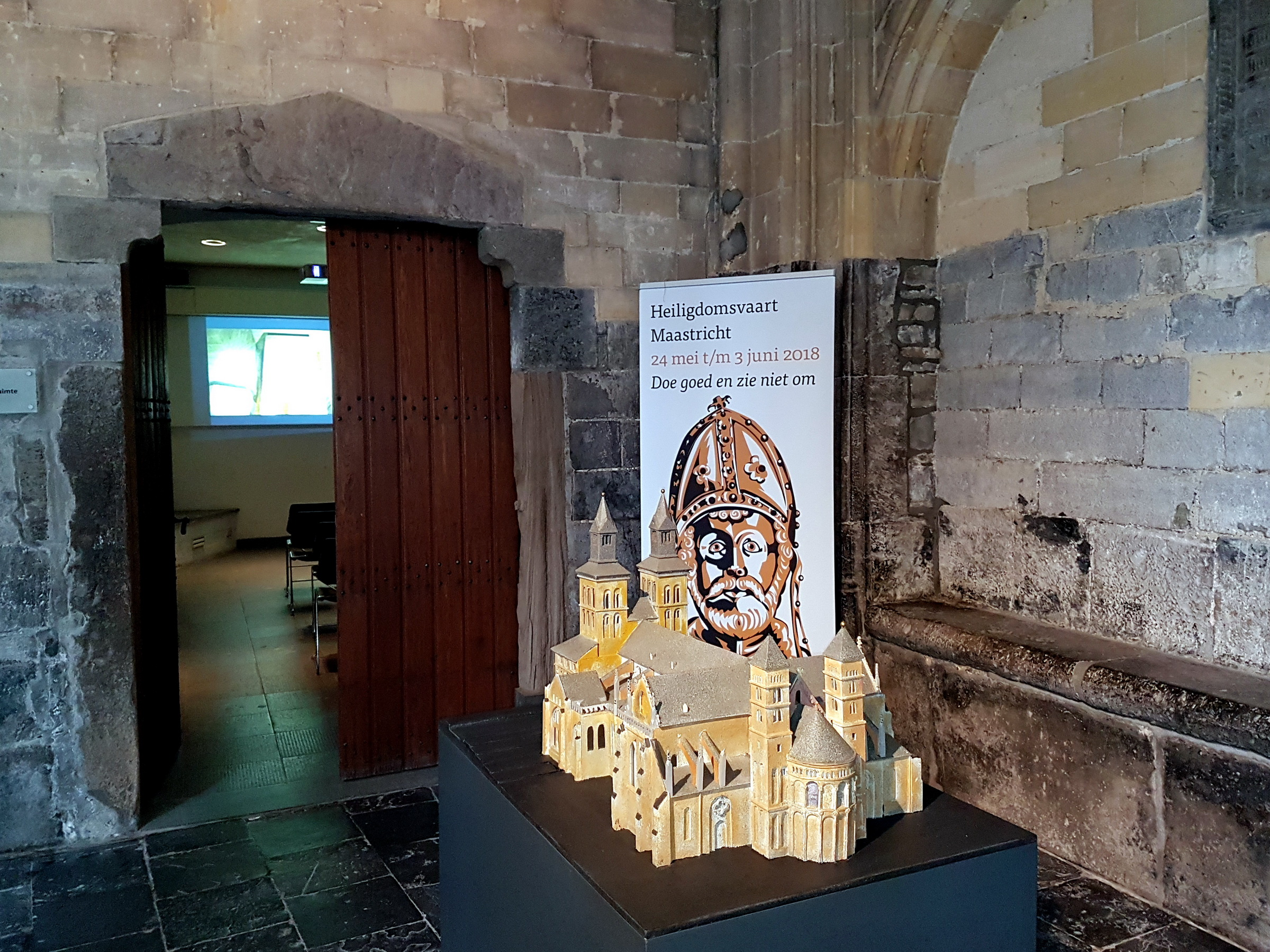
Diaruimte en maquette

#### Westelijke kruisgang

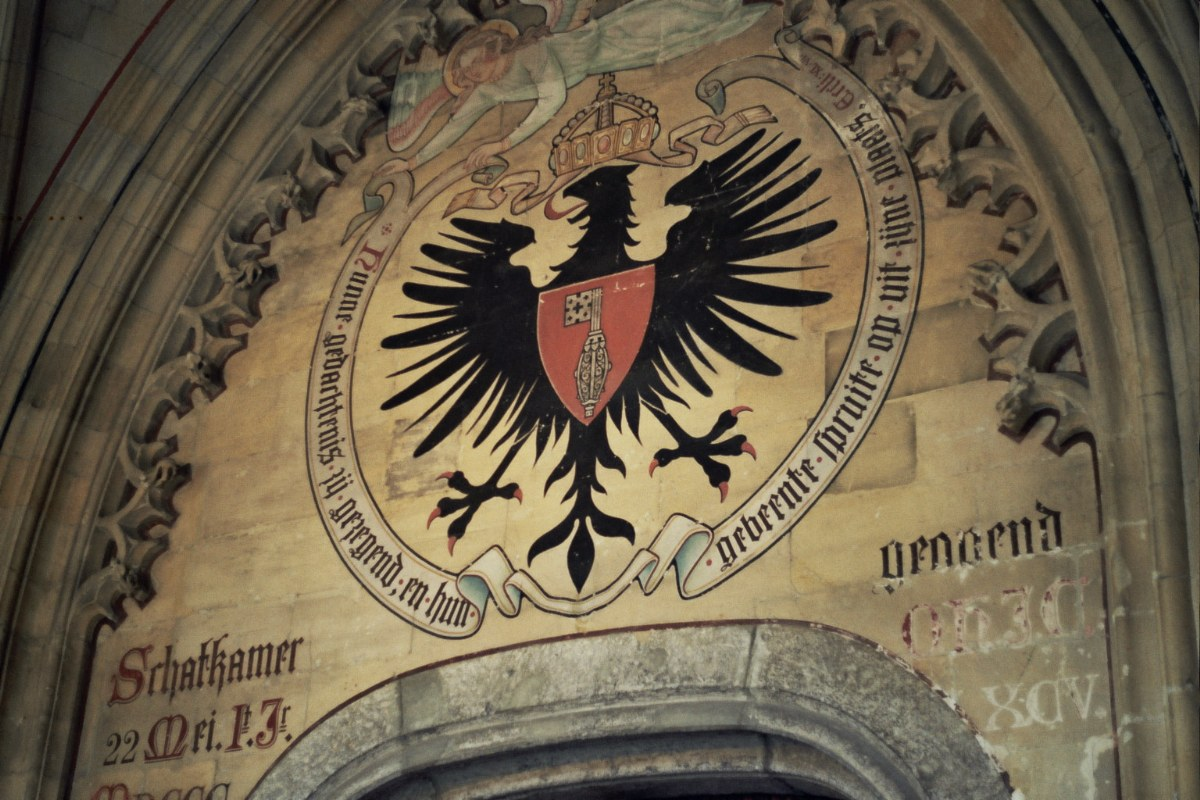
Wandschildering met kapittelwapen boven de ingang van de voormalige schatkamer

De westelijke gang wordt in Maastricht "lange gaank" (lange gang) genoemd. Deze gang telt twaalf traveeën. Het zuidelijk deel is meestal niet toegankelijk; bezoekers worden via het noordportaal, het eerste stukje van de lange gang en vervolgens via de noordelijke en oostelijke gang naar de schatkamer en de kerk geleid. De ingang van de dagkapel (vroeger de schatkamer) bevindt zich in de lange gang. Boven de ingang memoreert een neogotische wandschildering de opening van de "Heiligdommenkapel" in 1895. Op een banderol rondom het wapen van het Sint-Servaaskapittel staat een Bijbelspreuk. Halverwege de lange gang is eind 19e eeuw een zogenaamd Heilig Graf aangelegd, een nis in de muur waarin het graf van Jezus is gereconstrueerd, met een levensgroot beeld van de dode, uitgestrekt op een bed. Boven de nis is een muurschildering aangebracht met de Bijbeltekst "Zijn graf zal heerlijk zijn" (Jes. 11:10). Mogelijk sinds 2025 bevinden zich in de westelijke kruisgang twee devotiebeelden, beide met offerkaarsentafels. Ongeveer in het midden van de gang, tegen de westelijke muur, staat een neogotisch beeld van Maria met kindje Jezus, dat hier is afgebeeld als Heilig Hart van Jezus. Iets ten noorden staat een modern beeld van Sint-Servaas, omstreeks 1985 vervaardigd door Sjef Eijmael, een kopie van een bekend Servaasbeeld van Charles Vos. Het beeld stond voorheen enkele meters verderop in de Sint-Servaaskapel. In de gang bevindt zich tevens een toegang tot de pandhof. De venstertraceringen bevatten ook hier heraldische verwijzingen: driemaal de Franse lelie (vanaf het zuiden: raam 1, 2 en 5), eenmaal het Bourgondisch kruis (raam 4), eenmaal de Maastrichtse stadsster (raam 6) en eenmaal de Luikse perroen (raam 8).

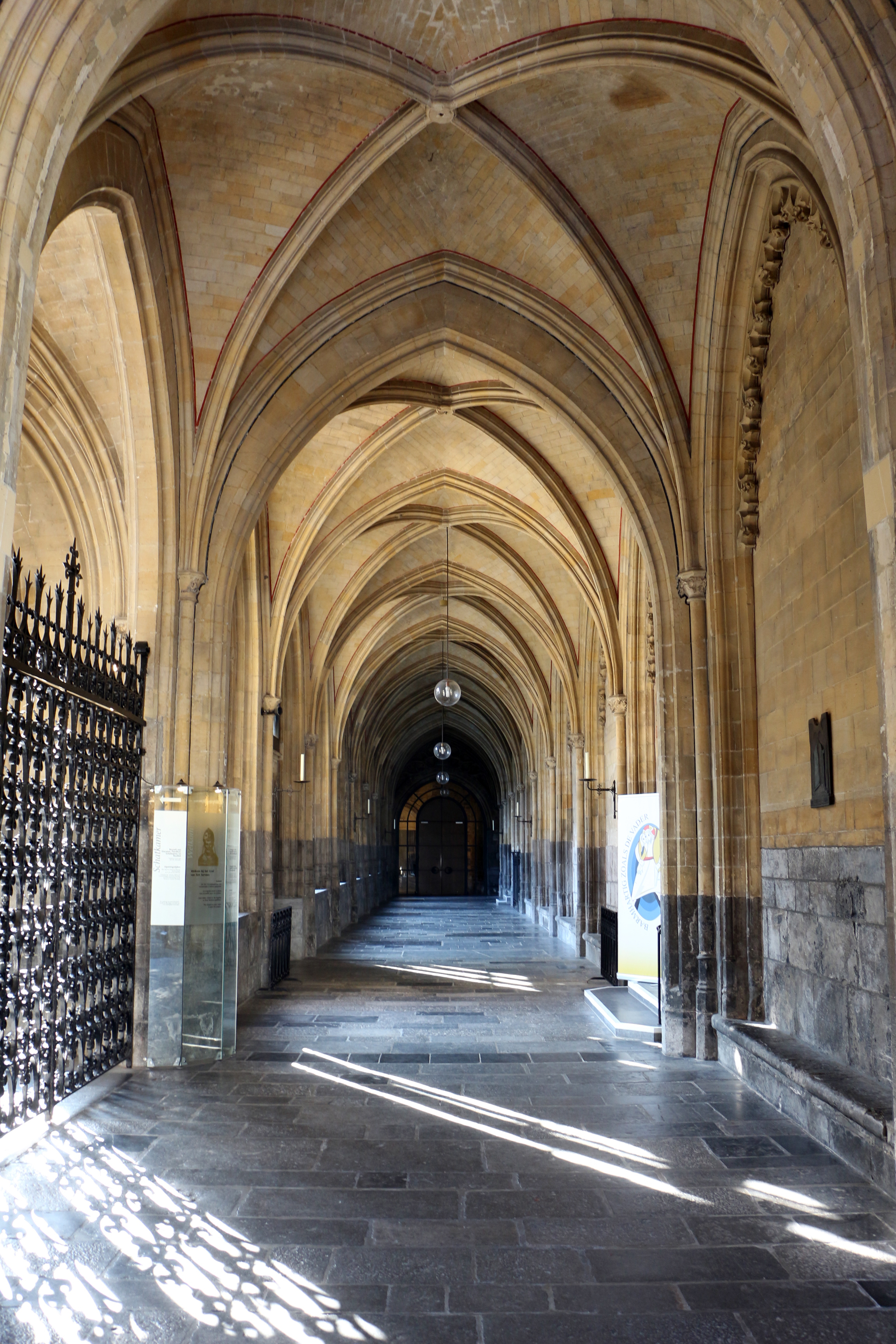
Lange gang naar het zuiden
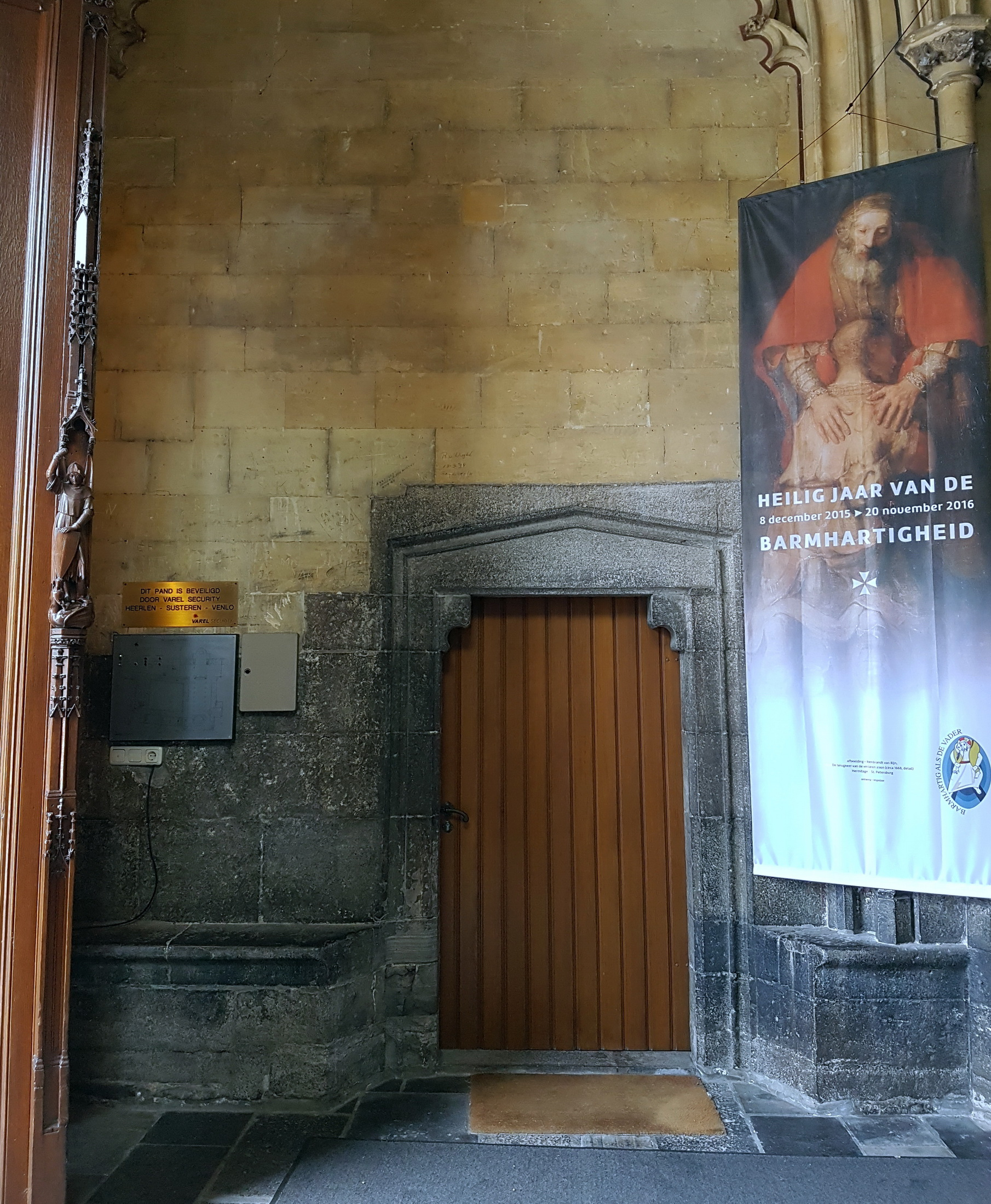
Noordelijke portaaltravee
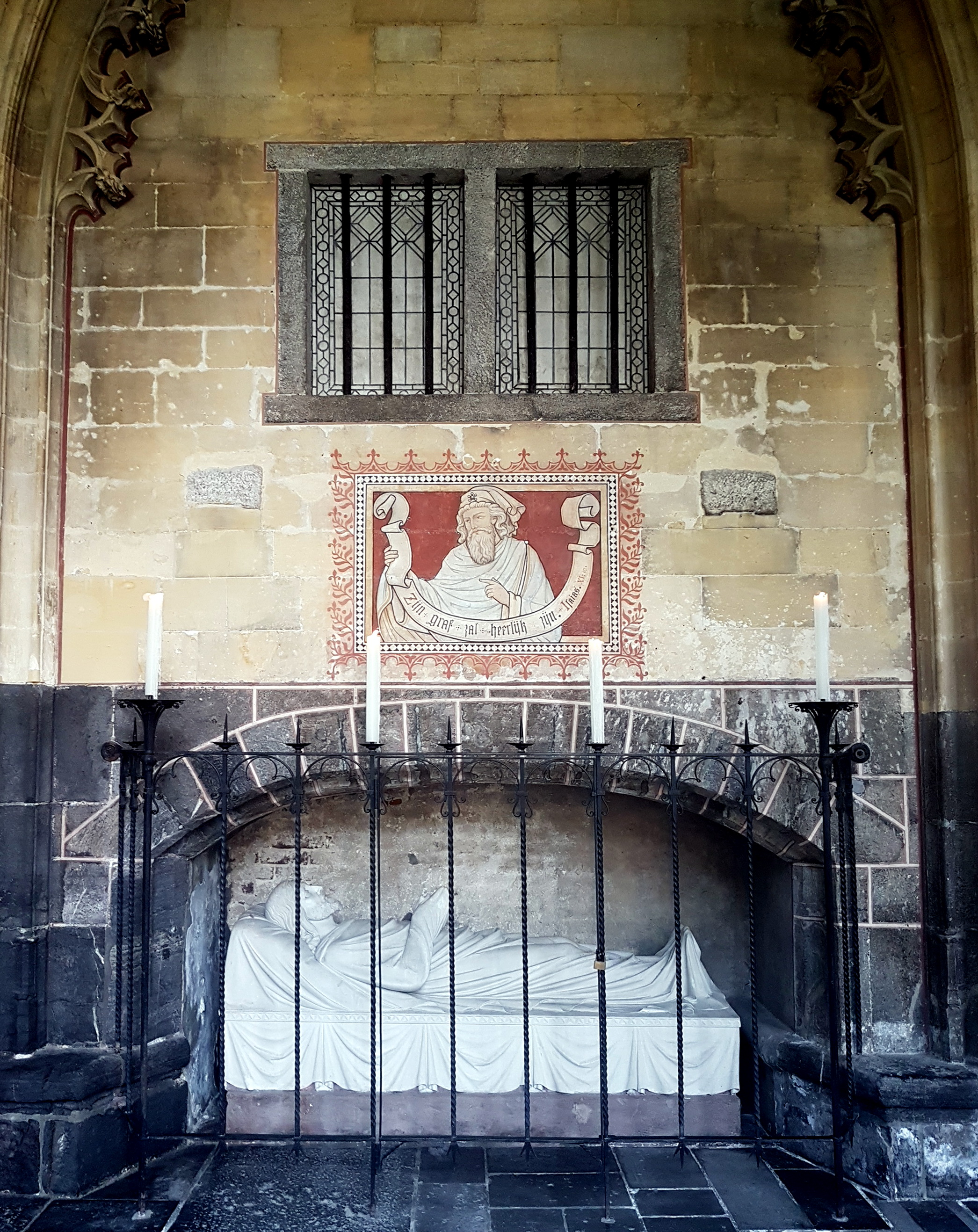
Heilig Graf
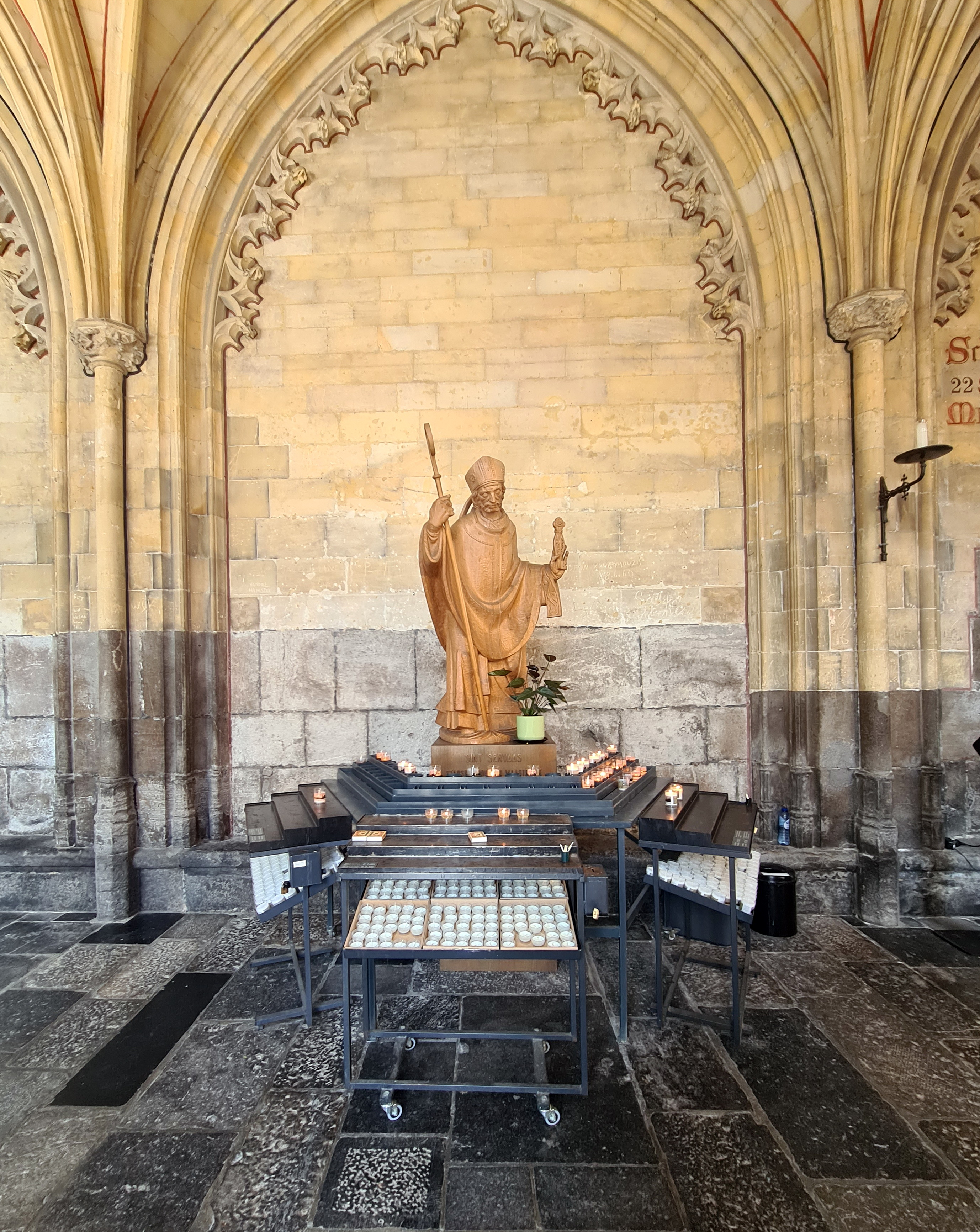
Sint-Servaasbeeld

### Kloostergebouwen

#### Aanbouwen oostvleugel
Een poort geeft vanuit de oostelijke kruisgang toegang tot een binnenplaats, waaraan enkele bijgebouwen grenzen die uit de elfde en twaalfde eeuw dateren. De meeste gebouwen zijn van kolenzandsteen, ook een deel van de oostmuur van de kruisgang. In deze muur is een grote, met Naamse steen omlijste spitsboog aangebracht, die later weer gedeeltelijk is dichtgemetseld. Het traptorentje ernaast is het meest noordelijke van de reeks bijgebouwen aan deze kant. Het vrij hoge, vierkante bouwwerk is gedekt met een spits tentdak van leisteen. Aan het torentje grenst een gebouw, dat sinds de jaren 1980 verbonden is met de Dubbelkapel en dat geen andere naam draagt dan "zijruimte van de Dubbelkapel". Het gebouw is ongeveer 6 m breed en 12,5 m diep. In de noordgevel van dit gebouw bevinden zich twee rondboognissen met een omlijsting van mergel; in de oostgevel enkele renaissancevensters. De aansluitende Dubbelkapel, vroeger Stifts- of Kapittelkapel genoemd, dateert vrijwel zeker uit de tweede helft van de elfde eeuw. De kapel is ongeveer 8,5 m breed en 21,5 m diep. De Dubbelkapel en de "zijruimte" huisvesten sinds 1992 de schatkamer.

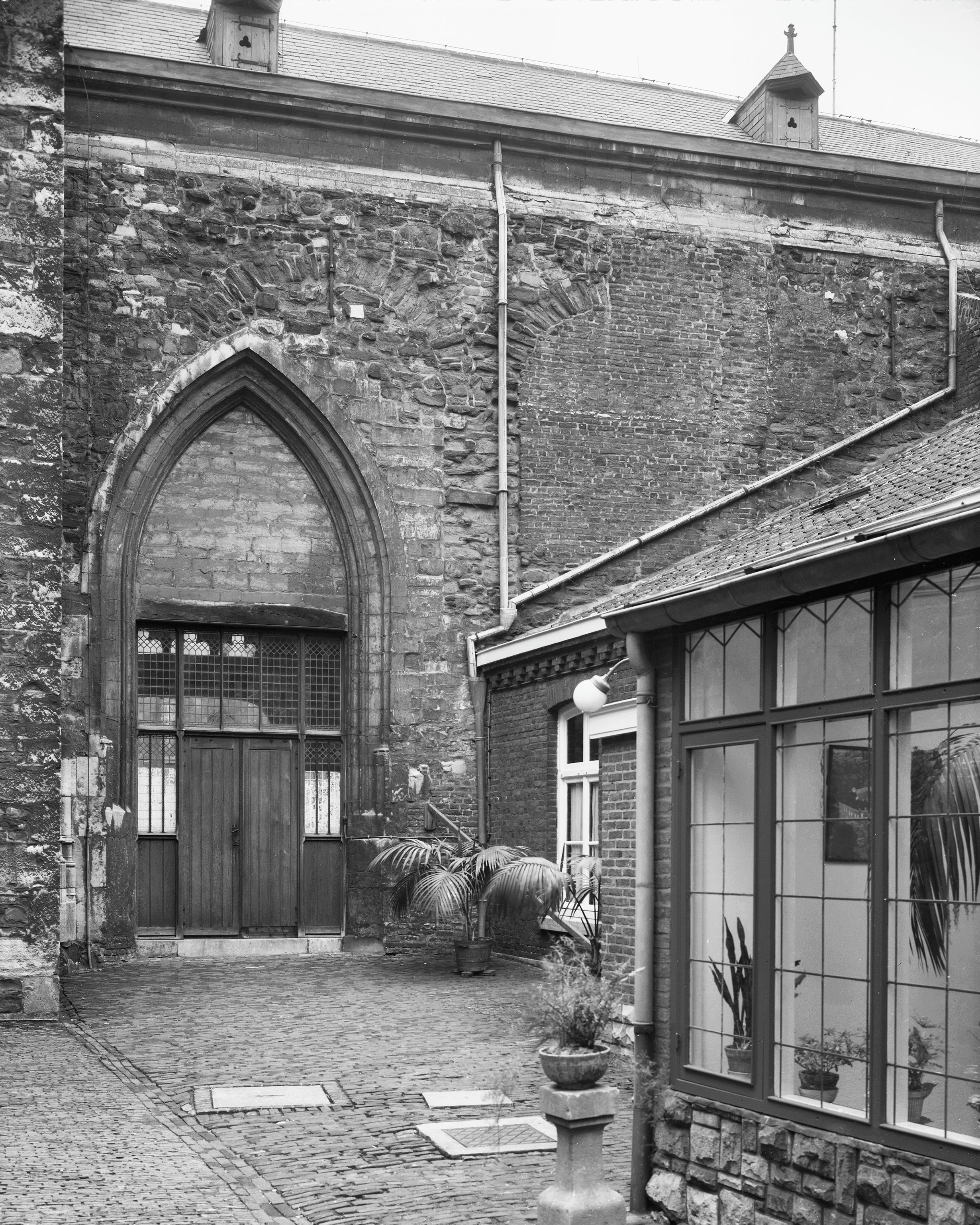
Oostmuur kruisgang met spitsboog
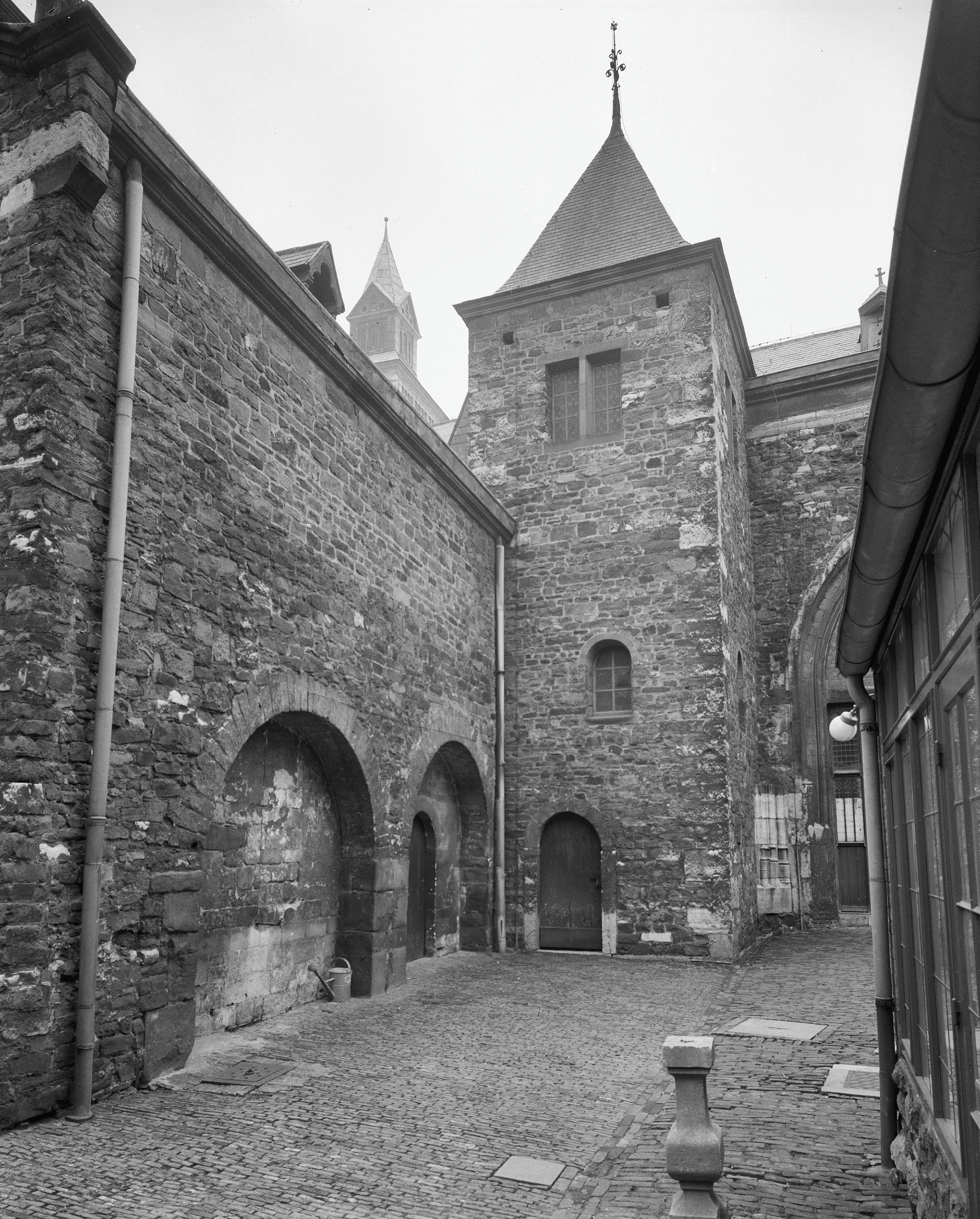
Binnenplaats met traptorentje en rondboognissen
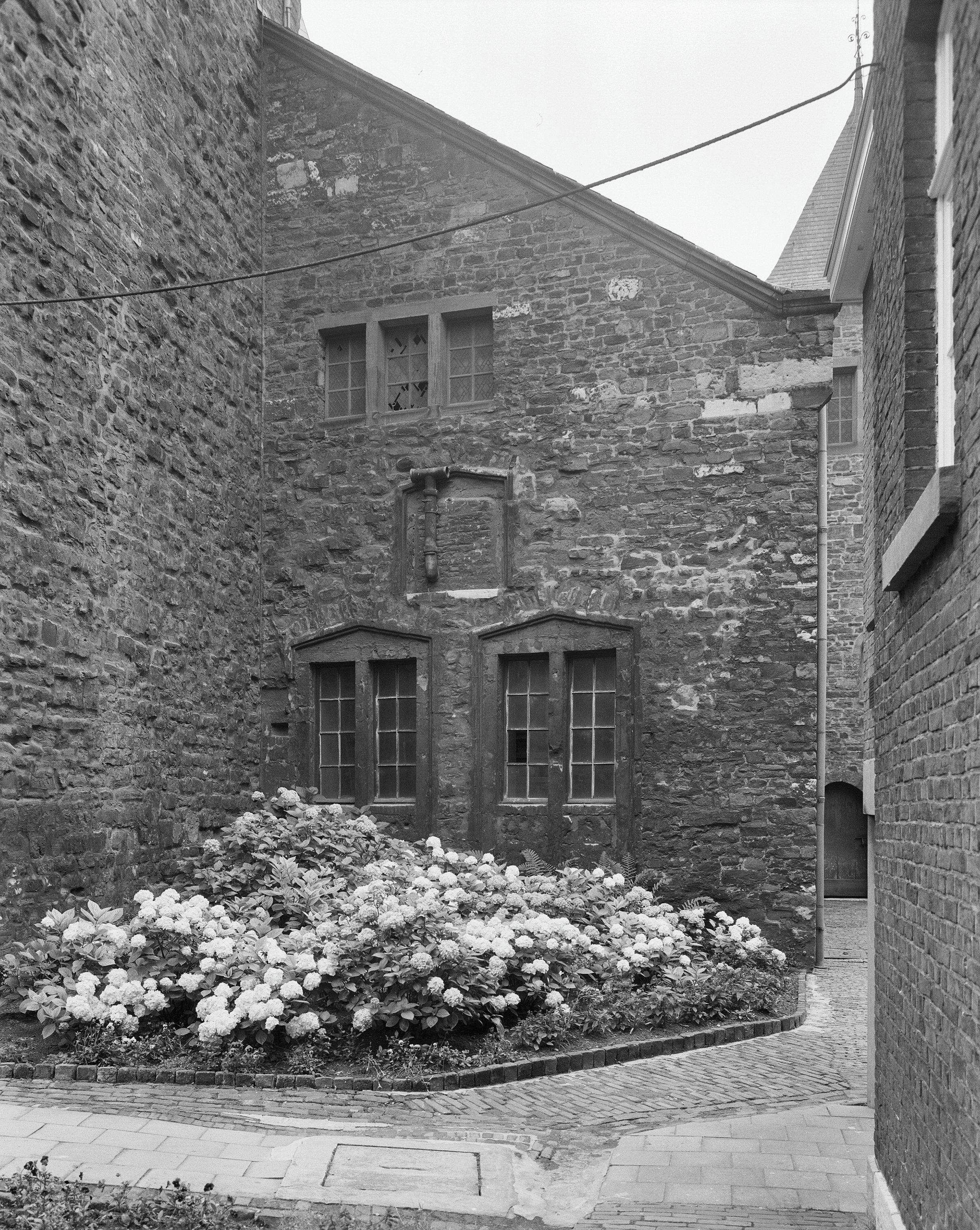
Noordgevel Dubbelkapel (links) en oostgevel zijruimte
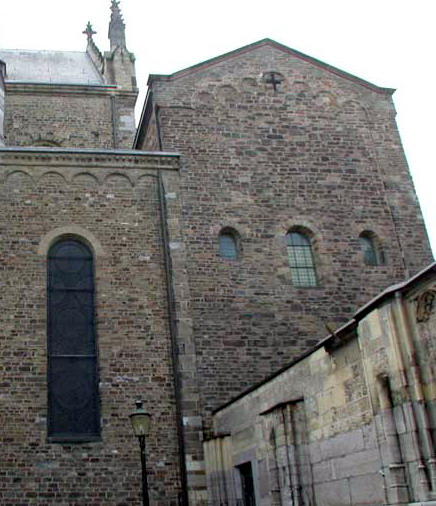
Oostgevel Dubbelkapel aan het Vrijthof

#### Aanbouwen noordvleugel
Aan de noordkant van de kruisgang ligt de Sint-Maternushof, een pleintje genoemd naar Sint-Maternus, de legendarische eerste bisschop van Tongeren en voorganger van Sint-Servaas. Centraal op het binnenplein staat een gotische pinakel van het Noordportaal, die bij de restauratie in de jaren tachtig is vervangen. Rondom liggen enkele achttiende- en negentiende-eeuwse panden die in gebruik zijn als pastorie, parochiebureau en repetitieruimte van de Cappella Sancti Servatii. Het betreft vrijwel allemaal rijksmonumenten. Onder de meest zuidelijke gebouwen bevindt zich een grote gewelfde kelder uit de twaalfde of dertiende eeuw, tegenwoordig Kanunnikenkelder genoemd. Dit was vroeger de wijnkelder van het kapittel. De kelder is in 1984 gerestaureerd en is toen ingericht als ontvangstruimte en parochiezaal. De ruimte is bijna 17 m lang en ruim 8 m breed en is op het hoogste punt bijna 4 m hoog. De muren zijn van kolenzandsteen; het ribloze kruisgraatgewelf van mergel. In een hoek van de zaal staat de oude speeltrommel van de beiaard. De zogenaamde "diaruimte" behoort eigenlijk ook tot de Sint-Maternushof, maar is in tegenstelling tot de eerdergenoemde bouwdelen alleen toegankelijk vanaf de kruisgang. Hier is in 1984 een audiovisuele presentatieruimte ingericht. In het zaaltje zijn bij de restauratie muurfragmenten van kolenzandsteen in het zicht gelaten.

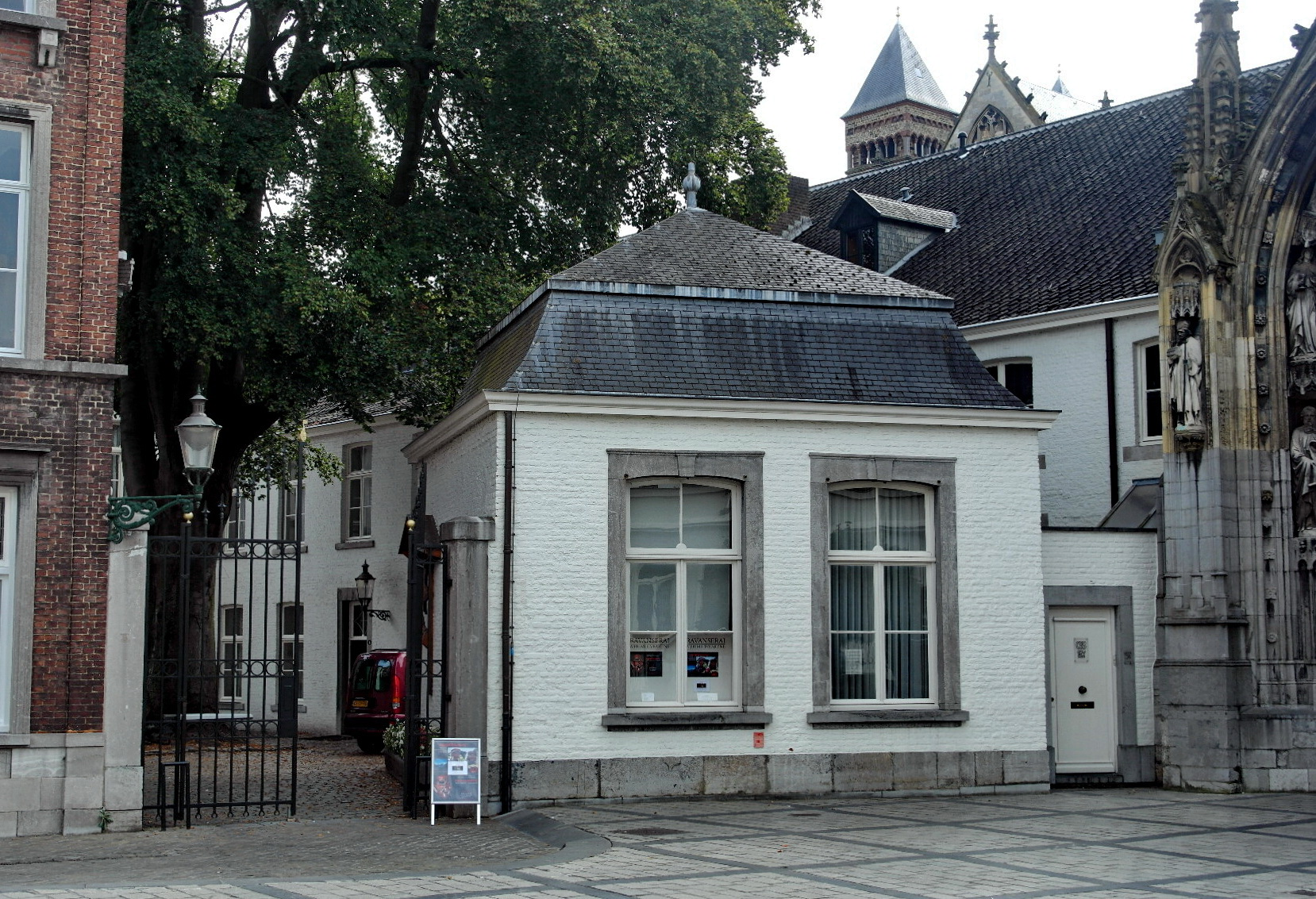
Ingang Maternushof
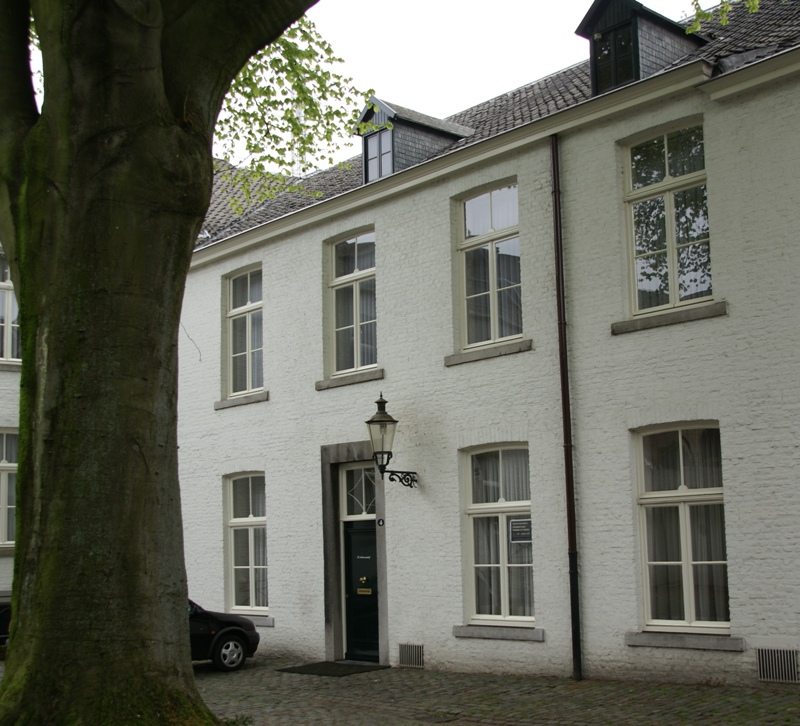
Keizer Karelplein 4
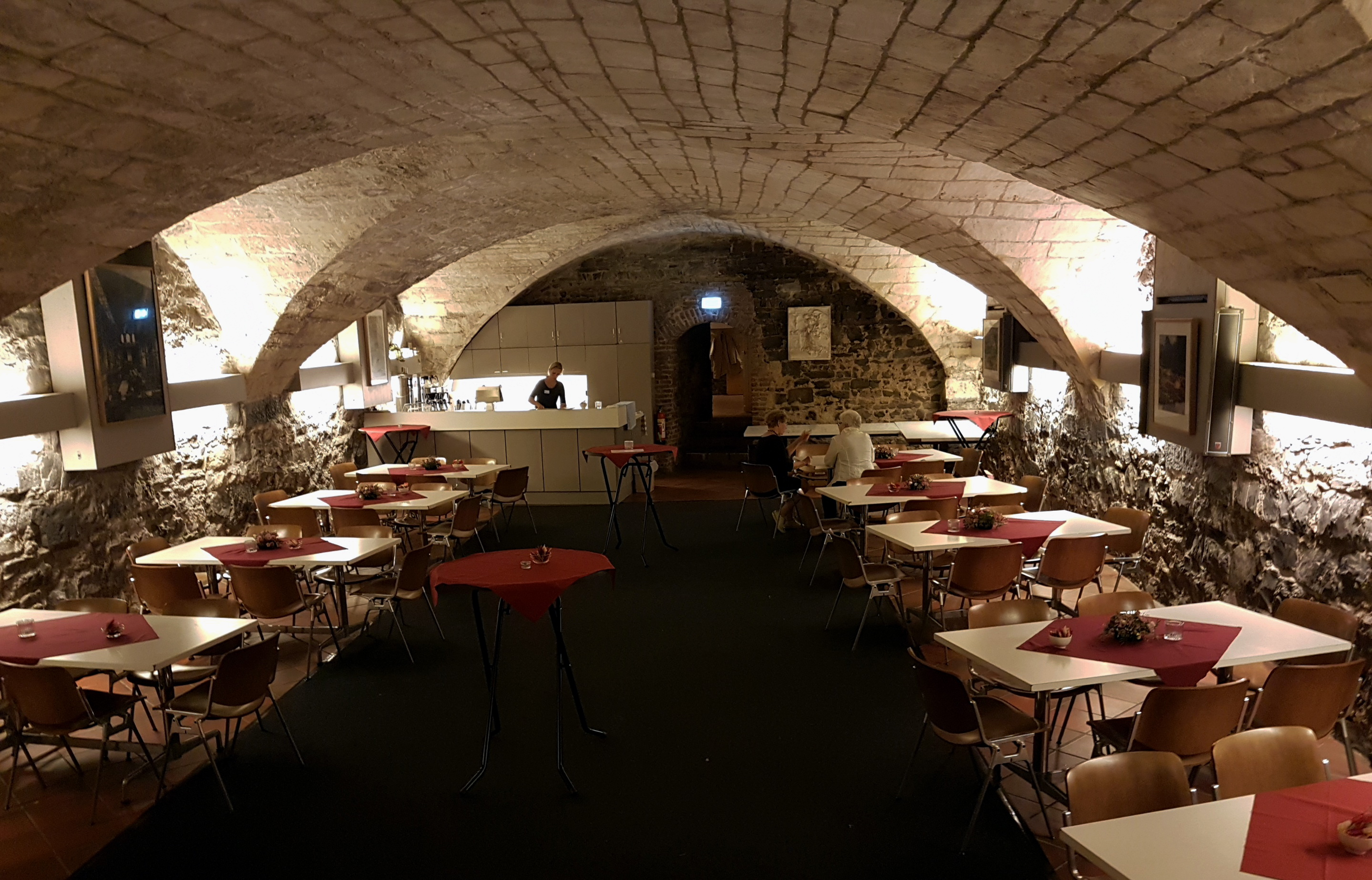
Kanunnikenkelder
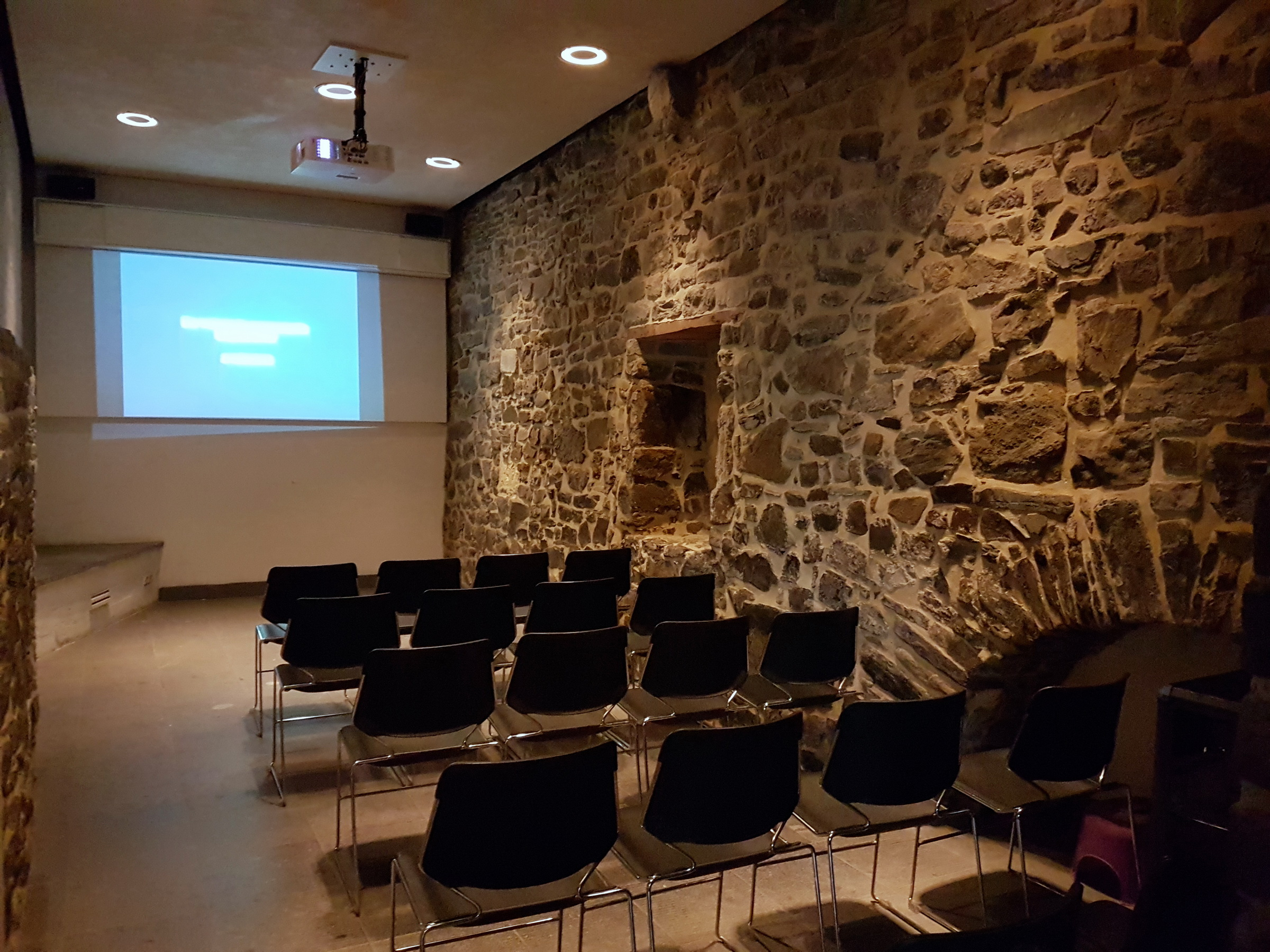
Diaruimte, oostmuur

#### Aanbouwen westvleugel
De gebouwen tussen de westelijke kruisgang en de straat Sint Servaasklooster zijn grotendeels neogotisch. Alleen de westelijke muur van de "lange gang" is ouder, wellicht twaalfde-eeuws. Deze is echter alleen op de zolderverdieping als zodanig te herkennen aan het 20 m lange fries met stervormige versieringen en het sleutelgatvormige raam. Tussen het westwerk van de kerk en de kruisgang bevindt zich een vrij smalle gang die aansluit op het westportaal (zie hieronder) en eveneens tot de oudere delen van het klooster gerekend kan worden. Niet bekend is of van de in 1869 ingestorte kelder onder deze vleugel nog delen intact zijn.
Aan de lange gang grenzen de Sint-Servaaskapel (vroeger refter, daarna schatkamer) en de sacristie (eertijds kapittelschool). De in de negentiende eeuw grotendeels gereconstrueerde kapel heeft een beschilderd ribgewelf en gebeeldhouwde consoles. Blikvanger is het Maastrichts passieretabel, een laatgotisch altaarretabel dat in een nis aan de zuidgevel van de kapel hangt. De nis vormt tevens een doorgang naar de sacristie. Deze bestaat uit twee delen, die door een grote rondboog van elkaar worden gescheiden. Het houten tongewelf is negentiende-eeuws en past bij de zware eikenhouten meubilering. Aan de andere kant van de kapel is in 1900 de zogenaamde kosterswoning gebouwd.

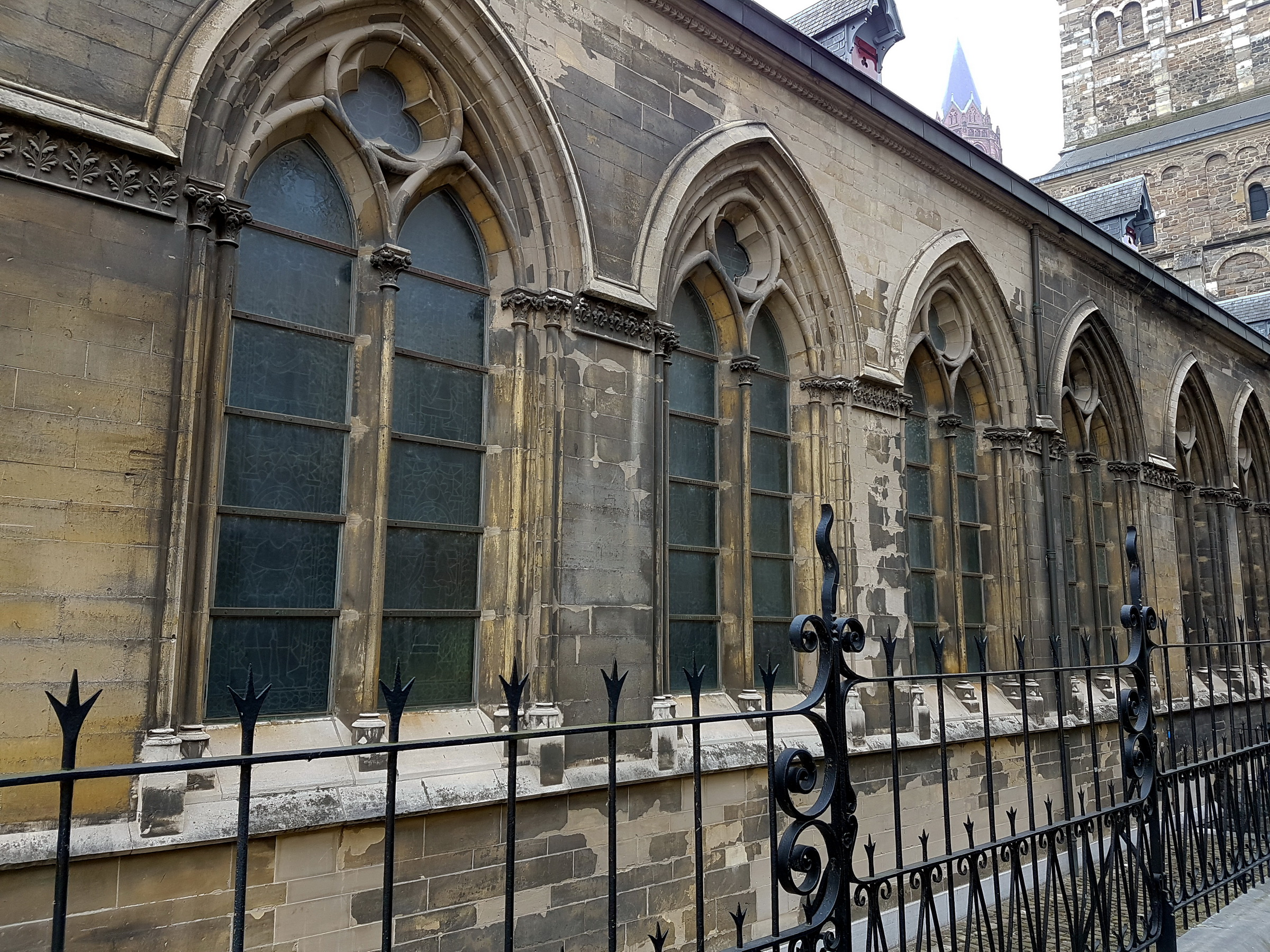
Neogotische westgevel
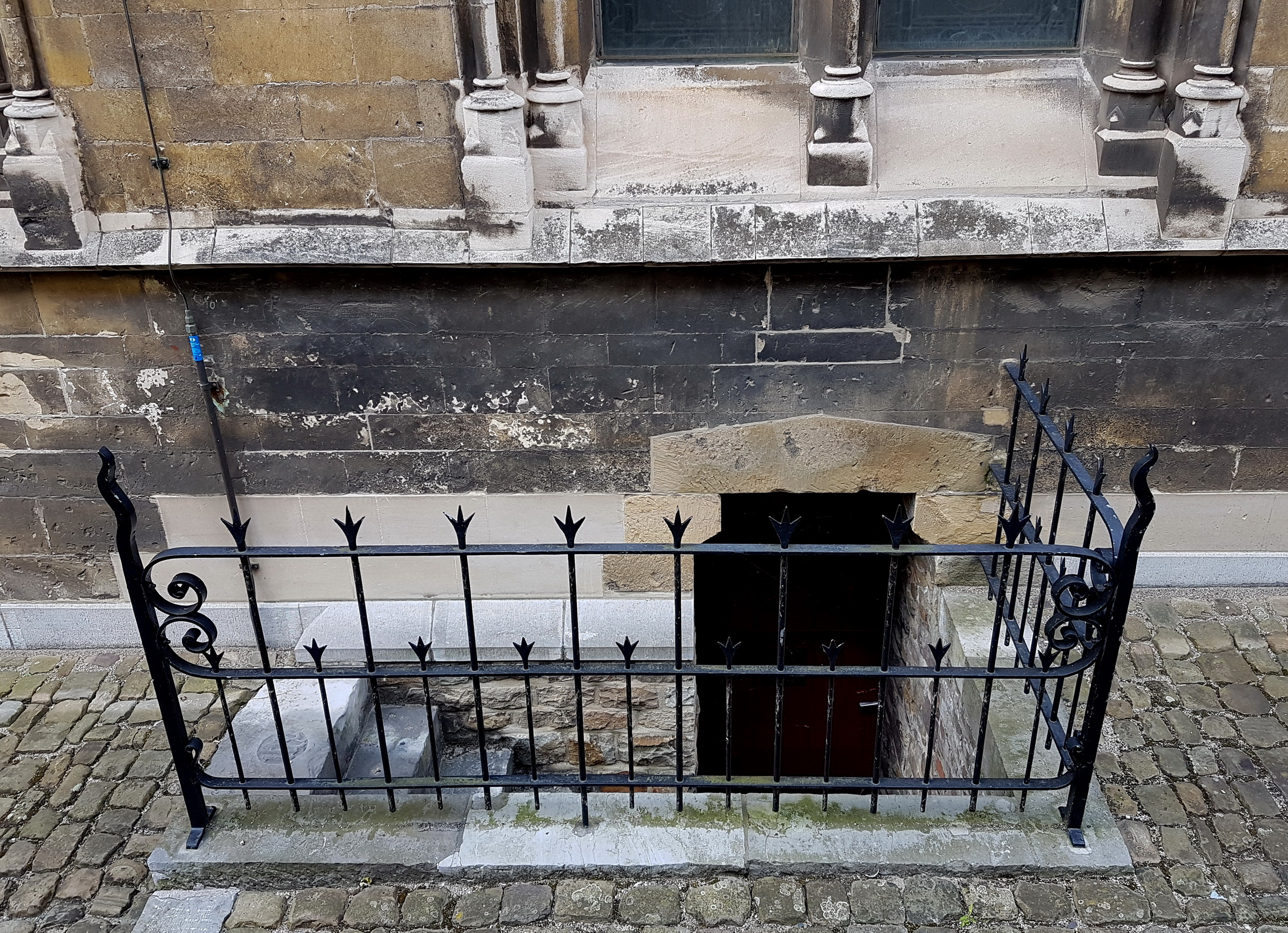
Ingang kelder
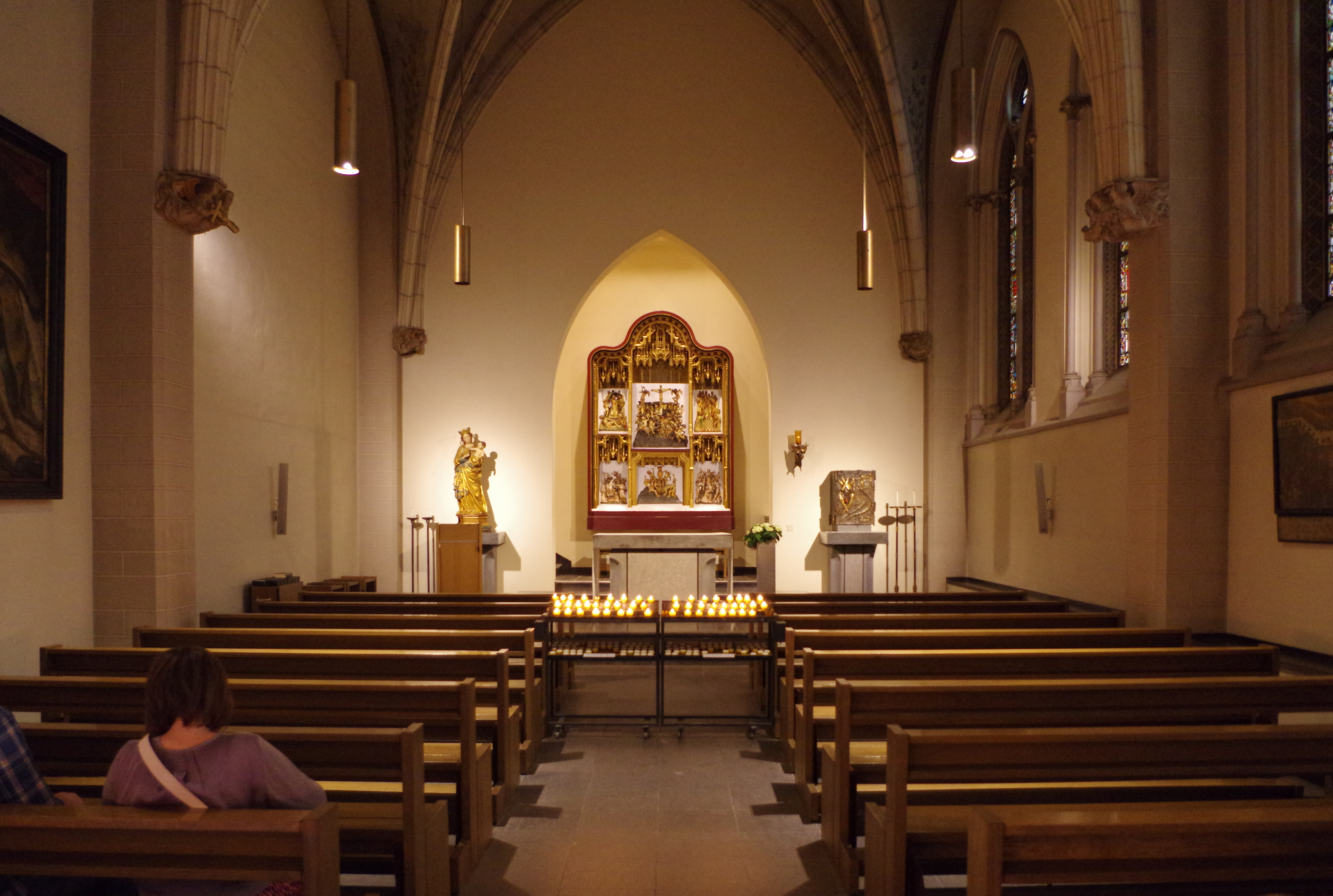
Interieur Dagkapel
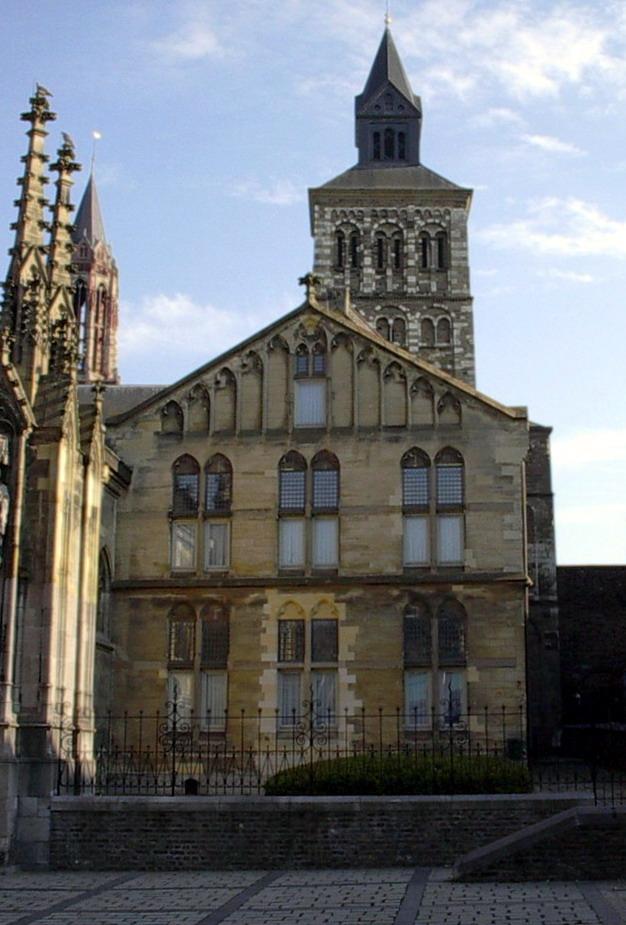
Neogotische kosterswoning

### Portalen

#### Noordportaal
Aan het Keizer Karelplein bevindt zich het Noordportaal, tegenwoordig de hoofdingang van de kerk. Het portaal kwam omstreeks 1475 tot stand als onderdeel van de kruisgang. In de loop der eeuwen verloor het vrijwel alle beelden en decoraties, misschien tijdens de beeldenstorm van 1566 of na de komst van de Fransen in 1794. Het huidige portaal is weliswaar gotisch in oorsprong, maar vrijwel alle architectonische details en alle beelden zijn neogotisch. Opvallend zijn de monsterachtige waterspuwers en de hoge pinakels bekroond met kruisbloemen. Een van de originele pinakels staat op het binnenpleintje van de naastgelegen Sint-Maternushof opgesteld. In het spitsbogige timpaan staat Christus te midden van Sint-Petrus en Sint-Servaas, beiden met hemelsleutels. In de archivolten eromheen zijn de twaalf apostelen afgebeeld. Naast de toegangspoort staan vier statues-colonnes met beelden van Oudtestamentische profeten. Uiterst links is nogmaals Sint-Servaas afgebeeld onder een rijk versierd baldakijn. Aan de andere kant staat zijn evenknie, Sint-Lambertus. Gedurende het Heilig Jaar 2016 functioneerde deze ingang als Heilige Deur (Porta Sancta).

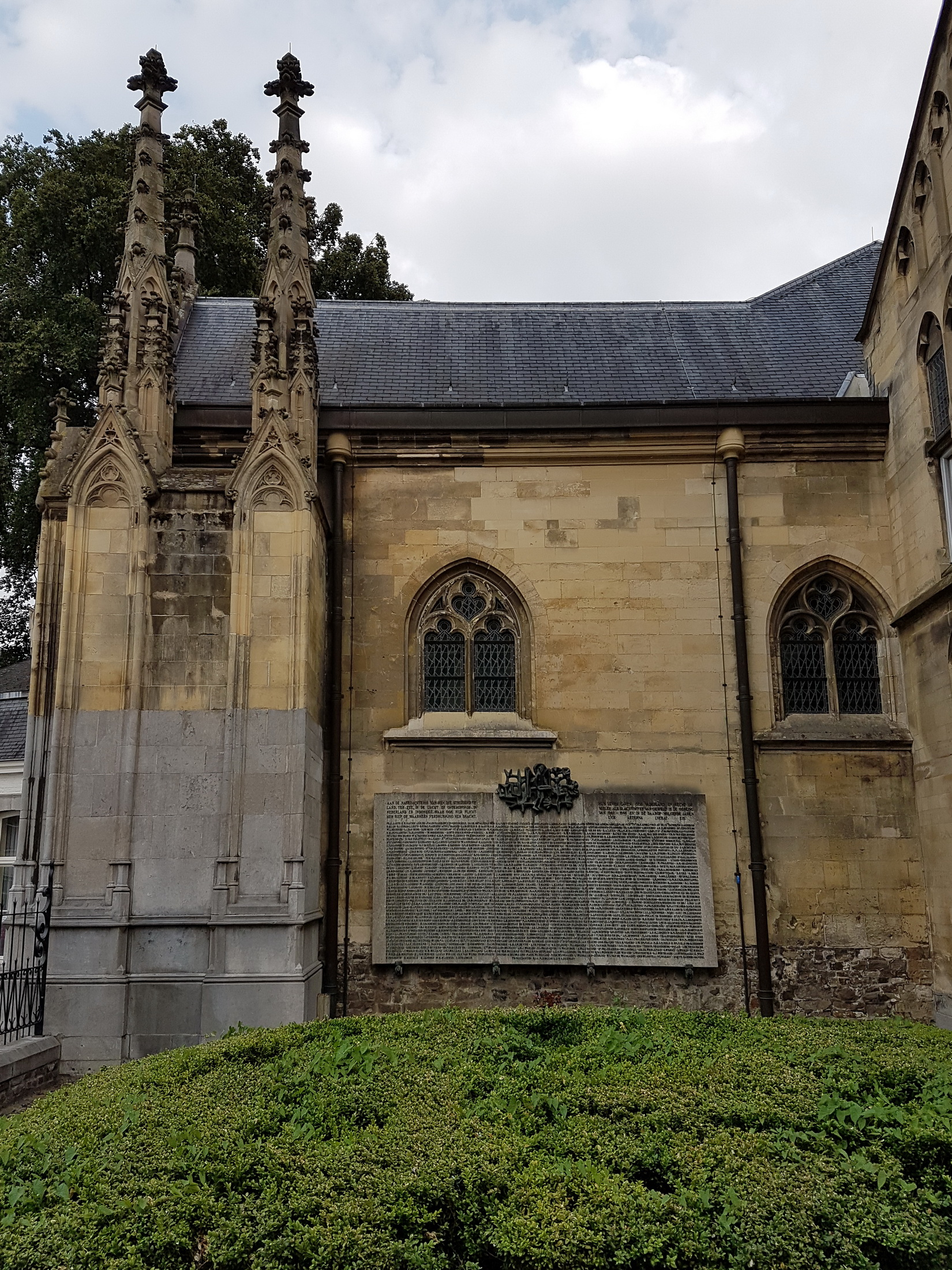
Westzijde Noordportaal
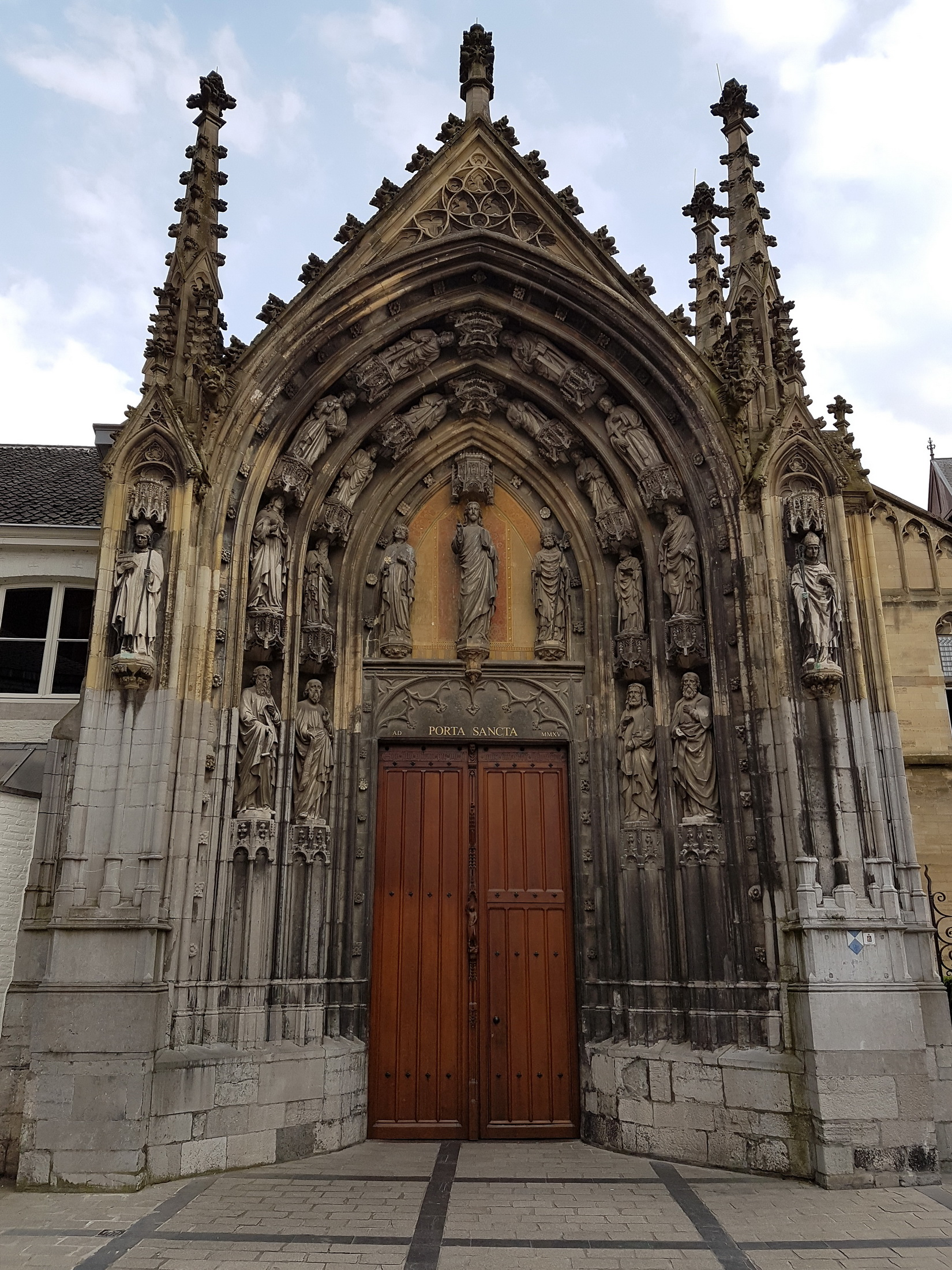
Vooraanzicht
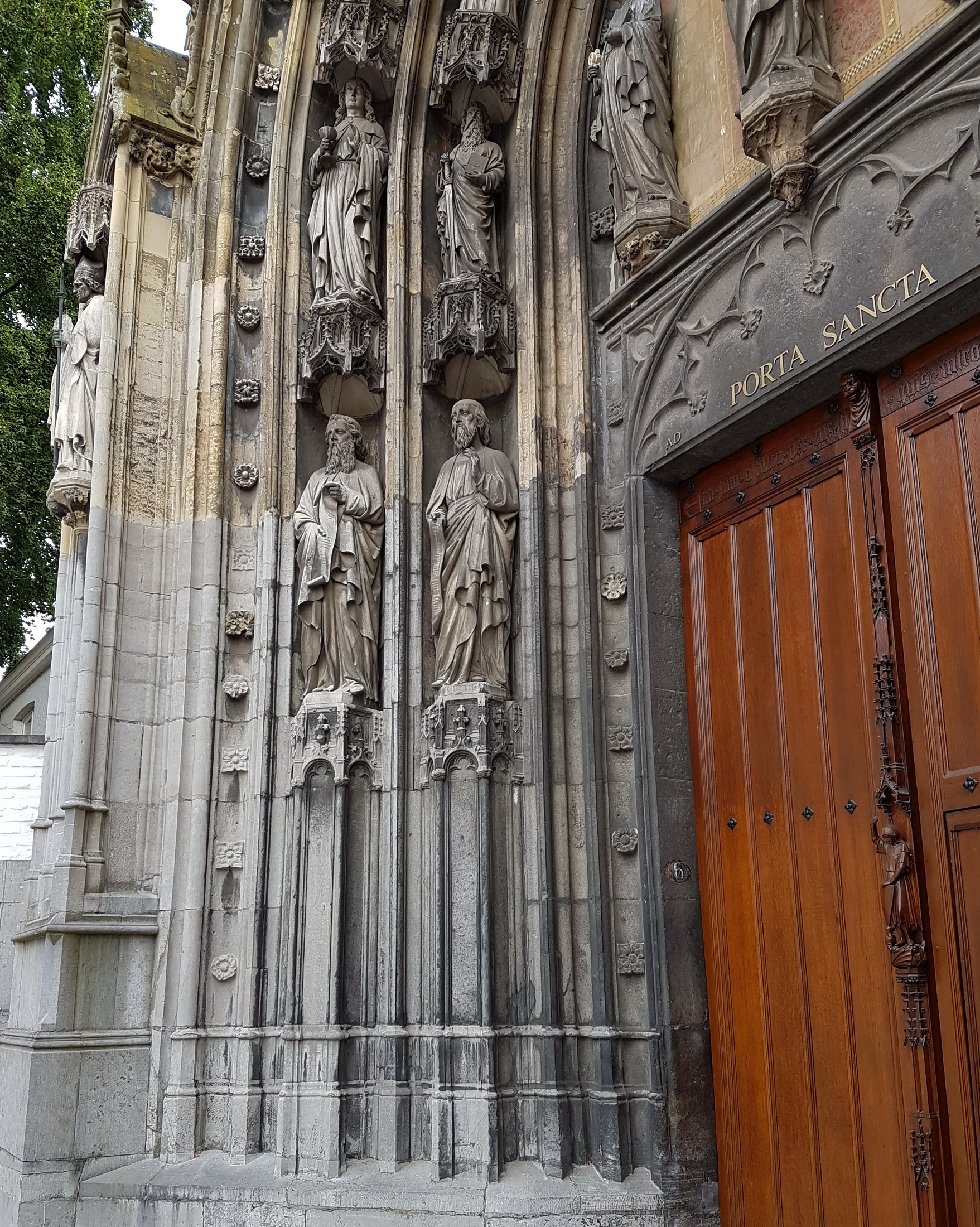
Statues-colonnes
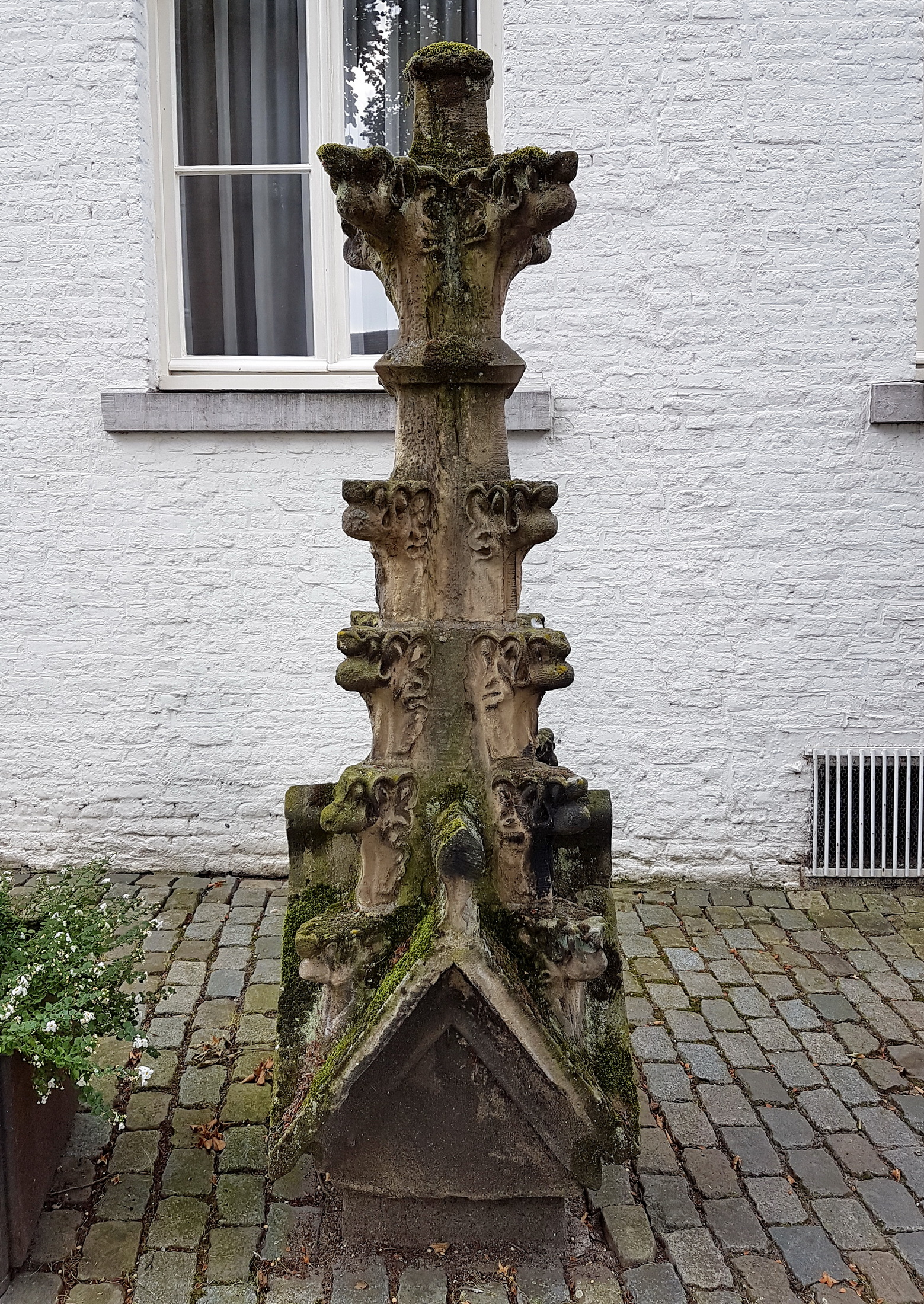
Originele pinakel

#### Noordoostportaal
De twee portalen, die de toegang vormen tot de kerk vanaf de kruisgang, zijn twaalfde-eeuws. Zoals hierboven vermeld, zijn ze om onduidelijke redenen hierheen verplaatst; mogelijk waren dit de oorspronkelijke toegangsportalen van de kerk aan de kant van het Vrijthof (zie: Vrijthofportalen). De stijl van beide portalen is romaans, waarbij duidelijk Noord-Italiaanse invloeden, met name uit Lombardije te herkennen is.
Het noordoostelijk of transeptportaal is 280 cm breed met een opening van 188 cm. Het portaal is sterk verweerd. Aan de rechterzijde is goed te zien dat het eigenlijk te groot is voor de beschikbare ruimte. De archivolt van rode zandsteen, die maar ten dele zichtbaar is, is versierd met palmetten. Waarschijnlijk had dit portaal oorspronkelijk, net als het noordwestelijk portaal, een tweede archivolt met zuiltjes van kalksinter (gevormd door kalkafzetting in Romeinse aquaducten). Hiervan is alleen de rondboog en een sterk verweerd leeuwenkapiteel overgebleven. Het portaal wordt bekroond door een 245 cm breed en 139 cm hoog timpaan met een voorstelling van de Majestas Domini in een mandorla, omgeven door de vier evangelistensymbolen. Het randschrift nodigt de bezoeker uit over de drempel te stappen en zich binnen van zonden te reinigen.

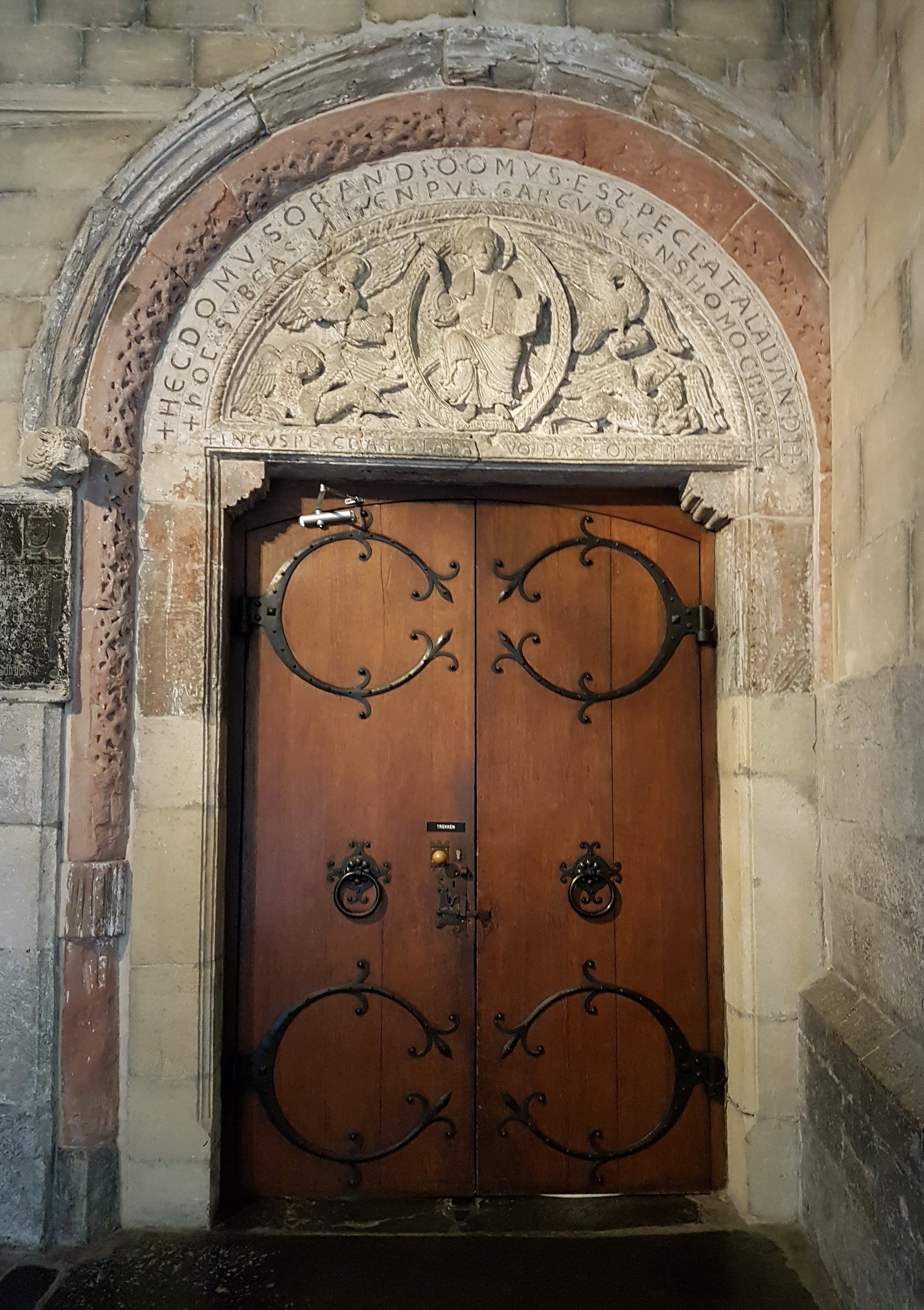
Noordoostportaal
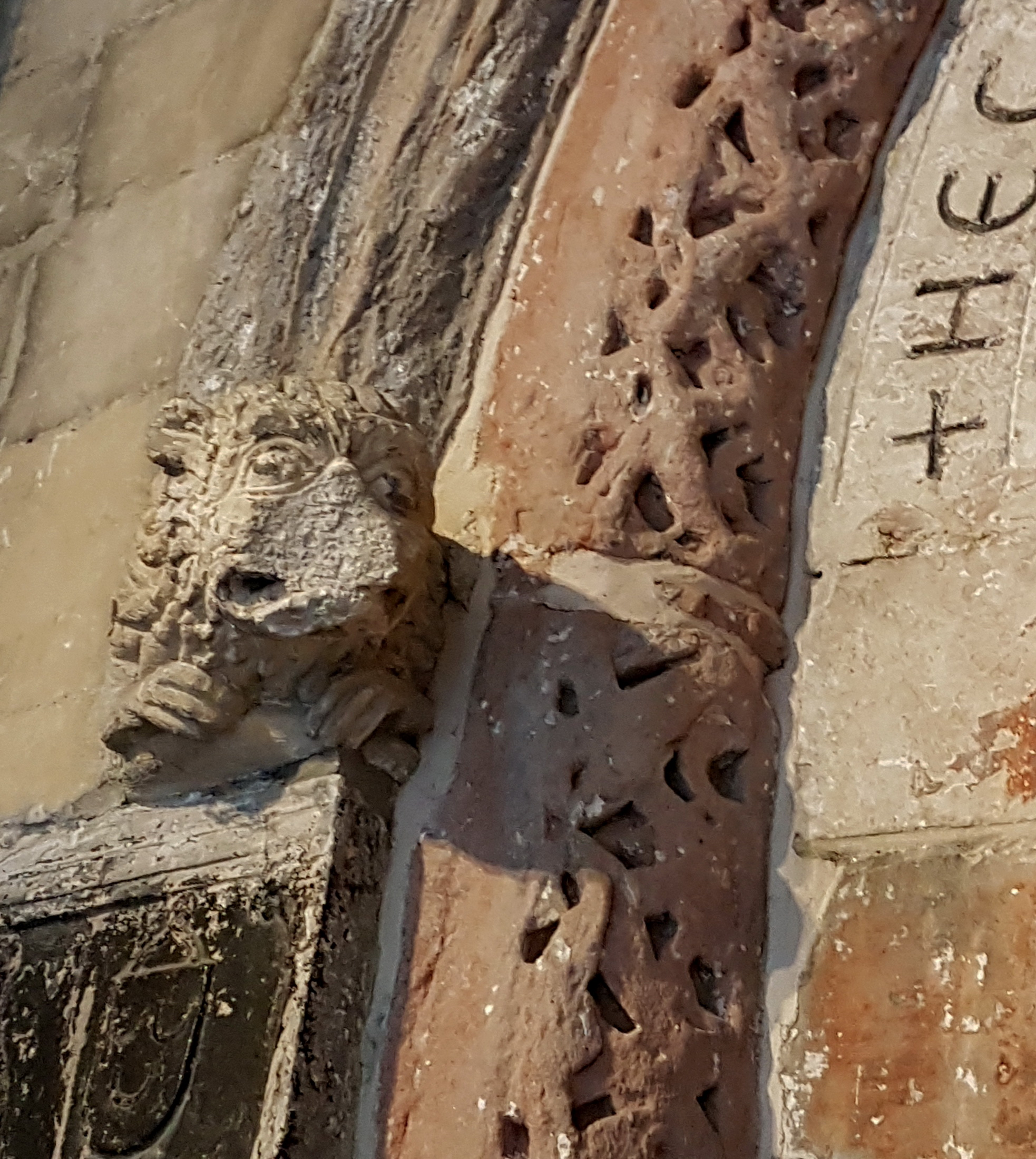
Detail archivolt en kapiteel
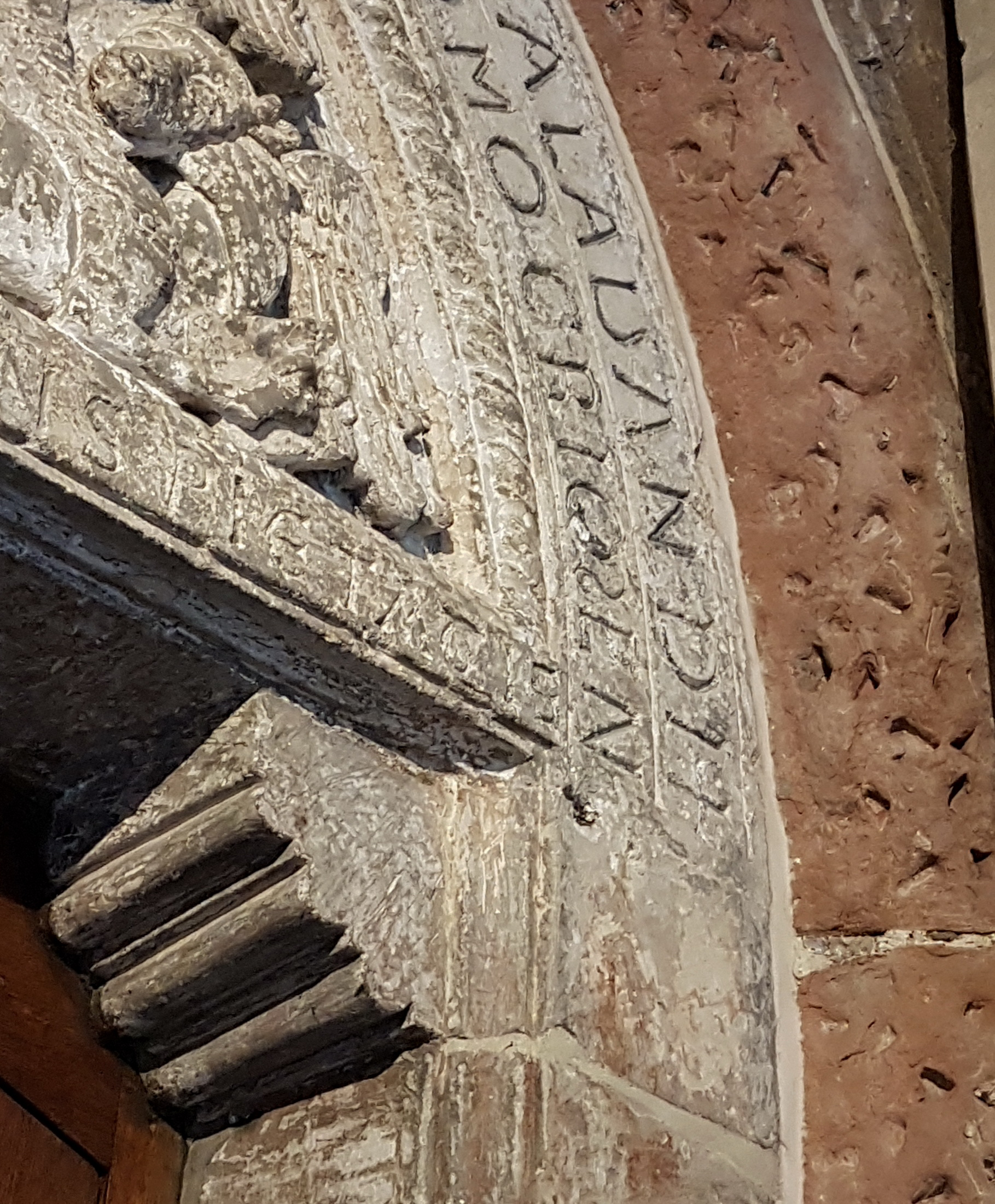
Detail timpaan en randschrift
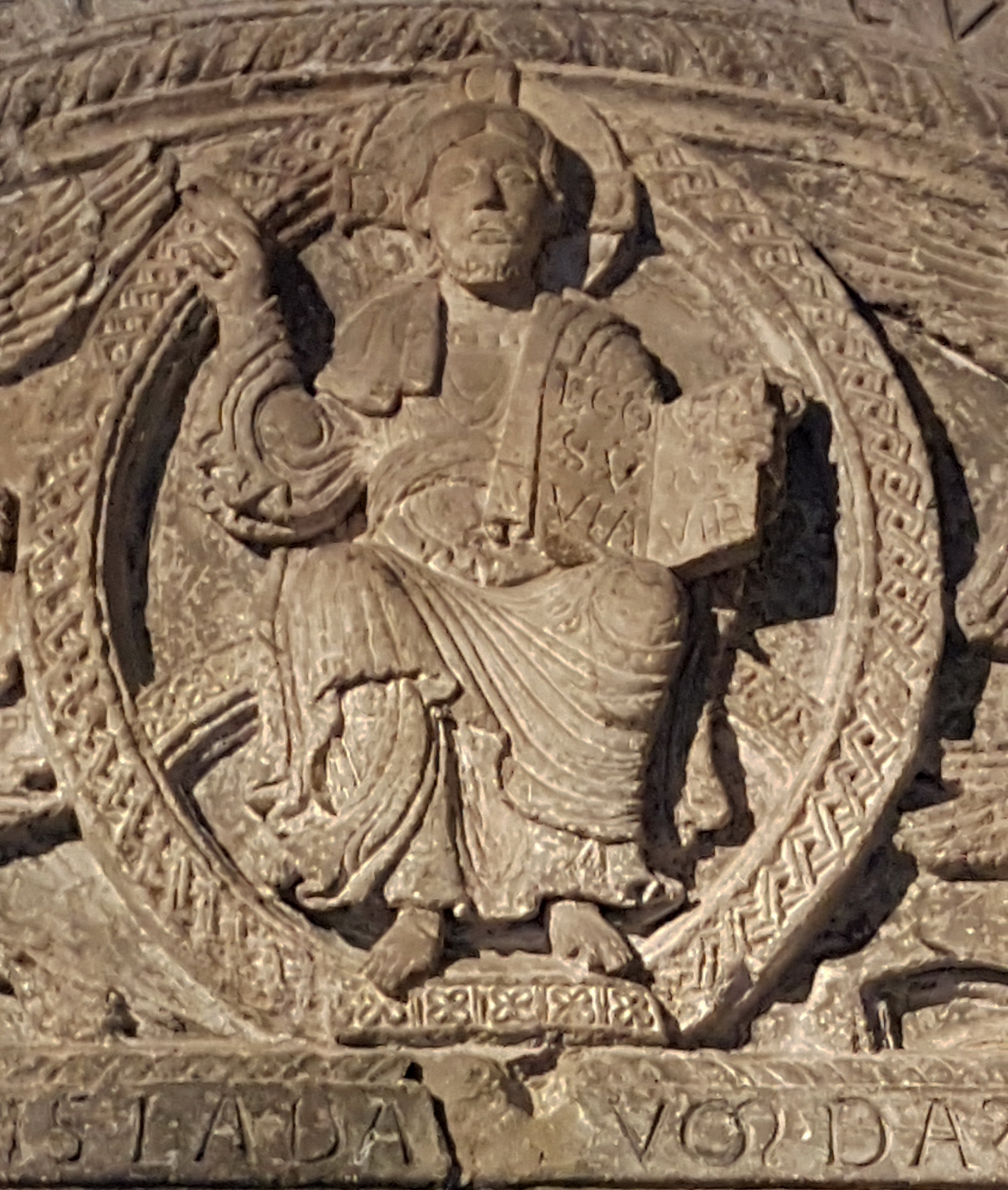
Detail Majestas Domini

#### Noordwestportaal
Het noordwestelijk portaal is 265 cm breed met een opening van iets meer dan 2 m. Dit portaal is nog sterker verweerd dan het bovengenoemde. Wel is hier de buitenste archivolt met zuiltjes van kalksinter bewaard gebleven. Ondanks de slechte staat zijn leeuwtjes en Atlas-figuren te herkennen, die bij wijze van figuratieve kapitelen en basementen zijn gebruikt. Het timpaan is 19e-eeuws en is versierd met een kruisvorm met fleur-de-lys uiteinden en een centrale afbeelding van het Lam Gods. Aan de kerkzijde is het portaal goeddeels onversierd, op een 19e-eeuwse timpaanschildering na. Het portaal heeft een functie bij de liturgische intredeprocessie op feestdagen, die vanuit de sacristie via het portaal en het middenpad van de kerk naar het priesterkoor voert.

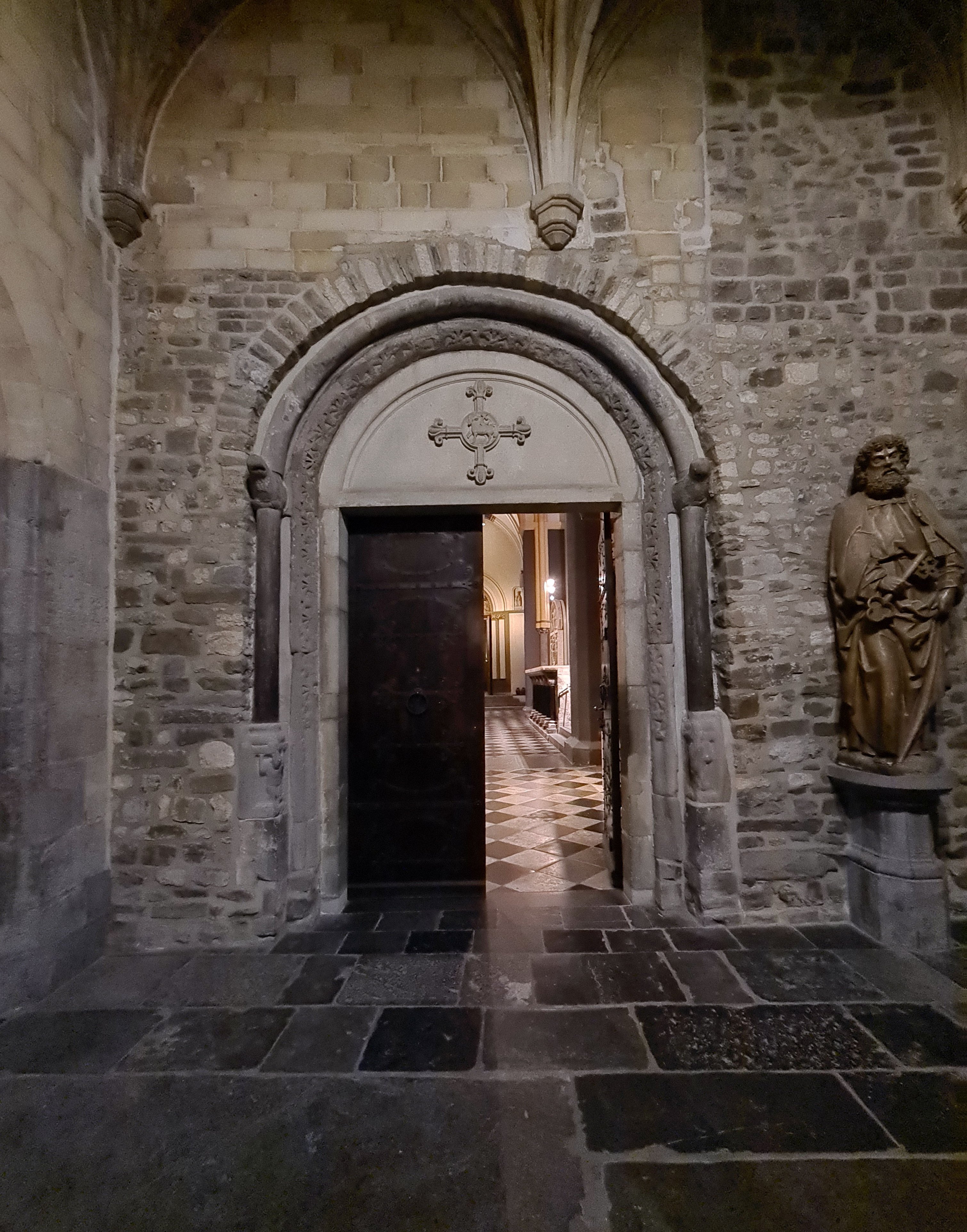
Noordwestportaal vanuit de kruisgang
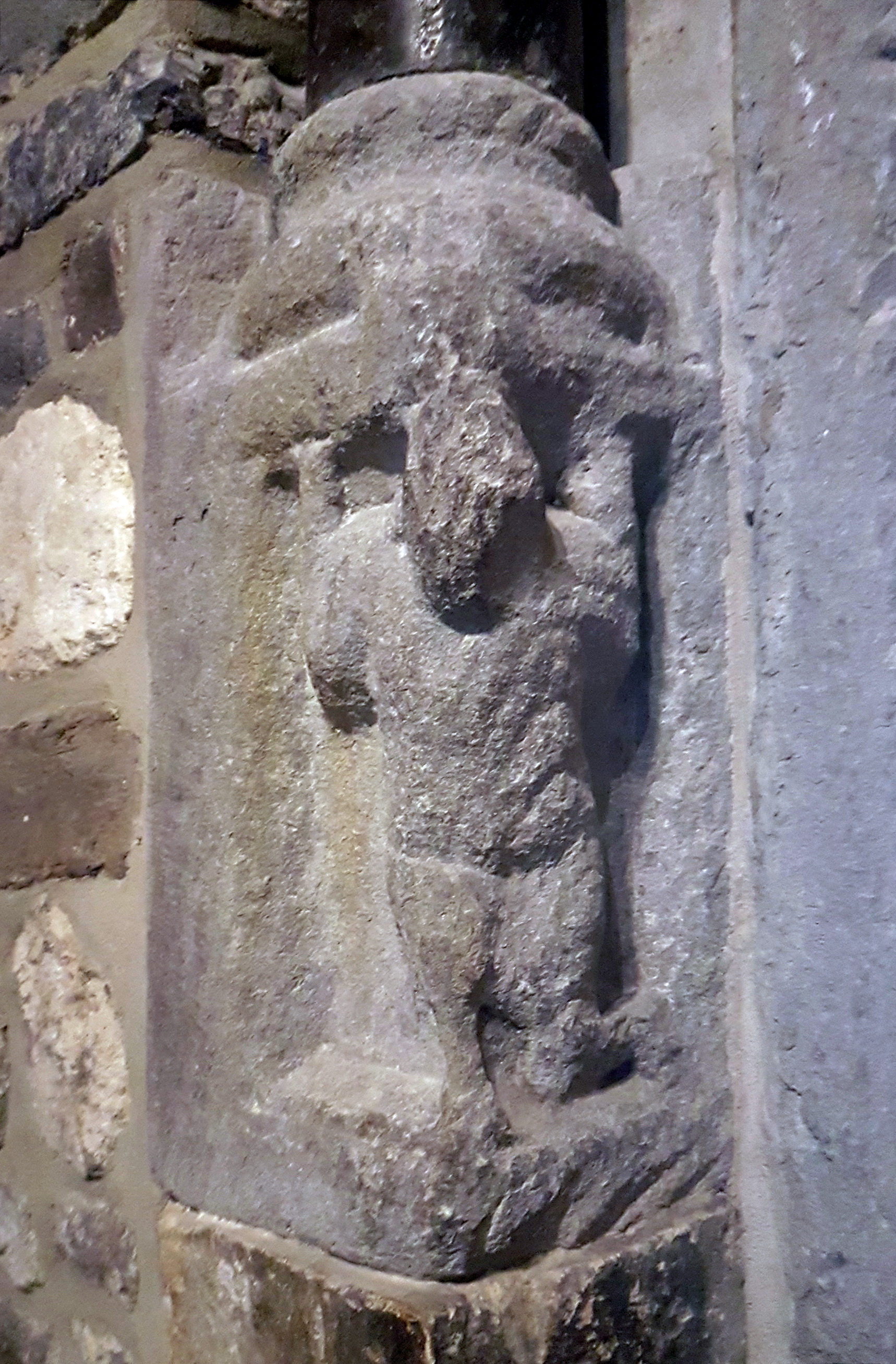
Linker basement met Atlas-figuur
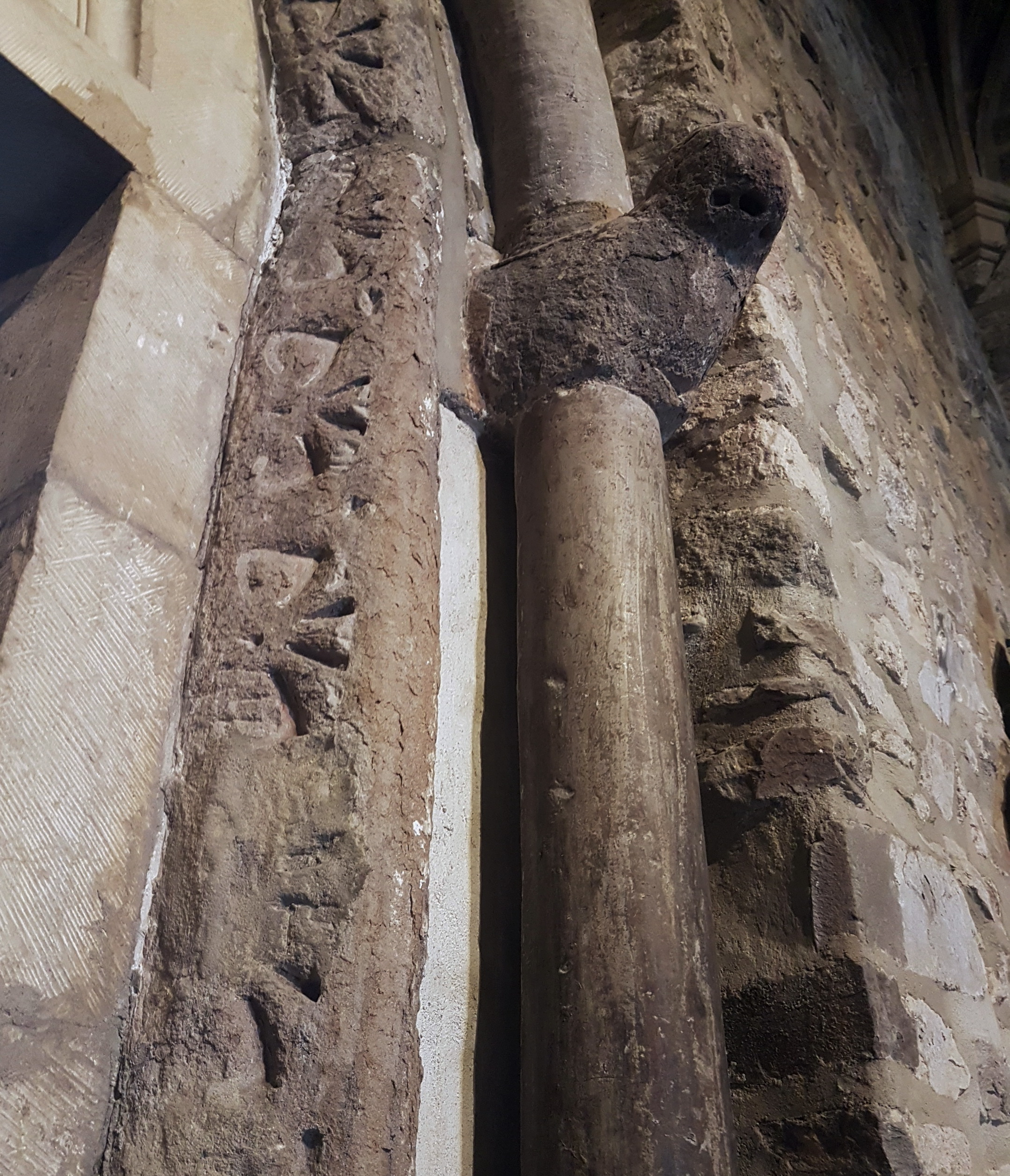
Archivolt, kalksinter zuil en verweerd kapiteel
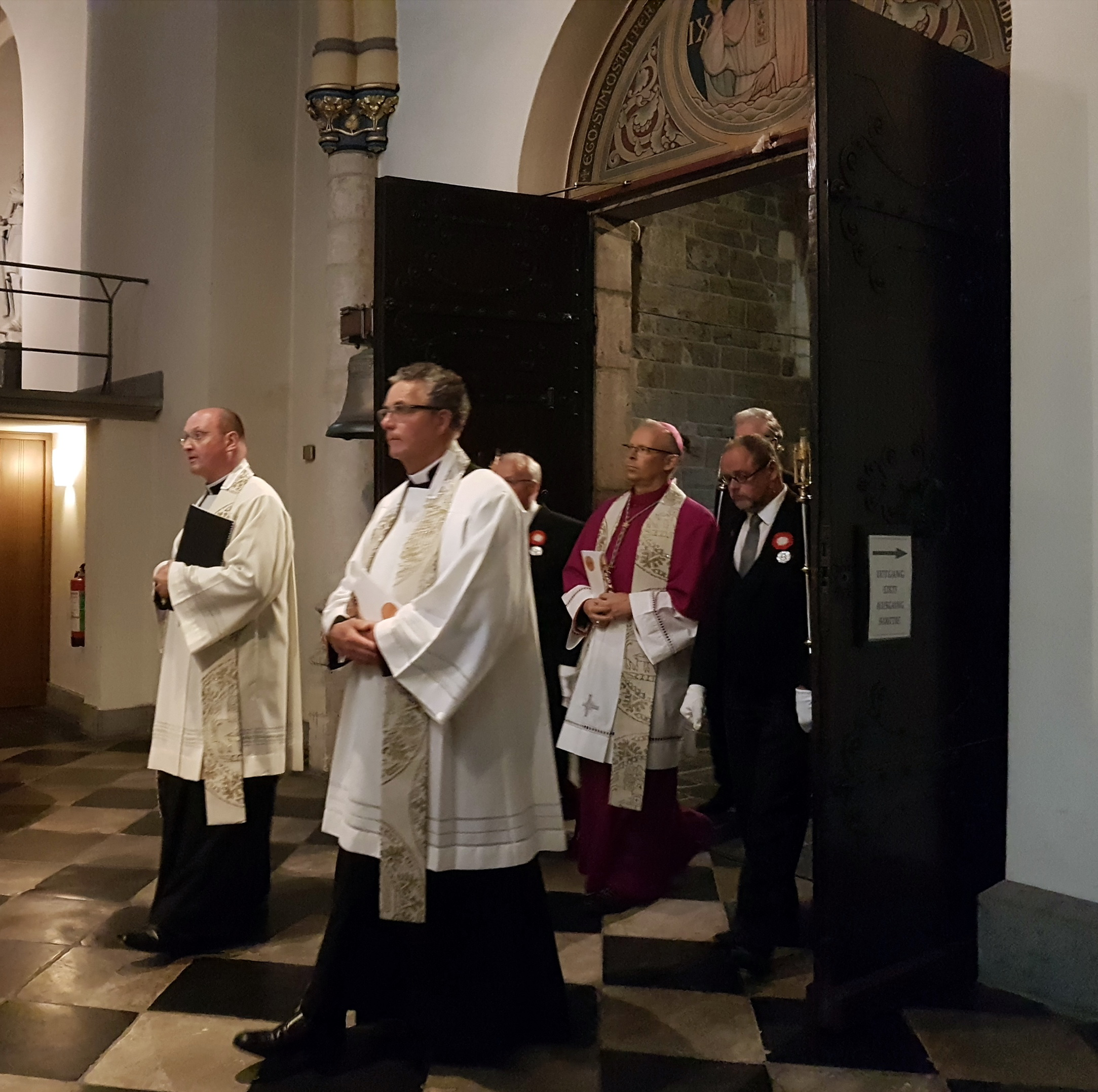
Kerkzijde tijdens intredeprocessie

#### Westportaal
Het westelijk toegangsportaal geeft vanaf het Sint Servaasklooster via een 225 cm brede gang toegang tot de westelijke kruisgang. Via het portaal betreedt men een vestibule die ca. 3 x 1,5 m meet en overdekt is met een tongewelf. Het hoogteverschil tussen de straat en de lager gelegen kruisgang wordt overbrugd door middel van acht treden. Het romaanse portaal ligt enigszins verscholen tussen de sacristie en het westwerk van de kerk. Het portaal dateert uit de twaalfde eeuw en verkeert min of meer in de originele toestand, hoewel het sterk verweerd is. De aan vier zijden gebeeldhouwde kapitelen lijken oorspronkelijk niet voor deze locatie bedoeld, aangezien een deel van het beeldhouwwerk naar de muur gekeerd is. Het motief van vogels en andere dieren die, rug aan rug staande op hun achterpoten, met naar elkaar toegedraaide koppen, bijten in het gebladerte waarin ze verstrikt zijn, is ook elders in de kerk te zien en geldt als typisch Noord-Italiaans.

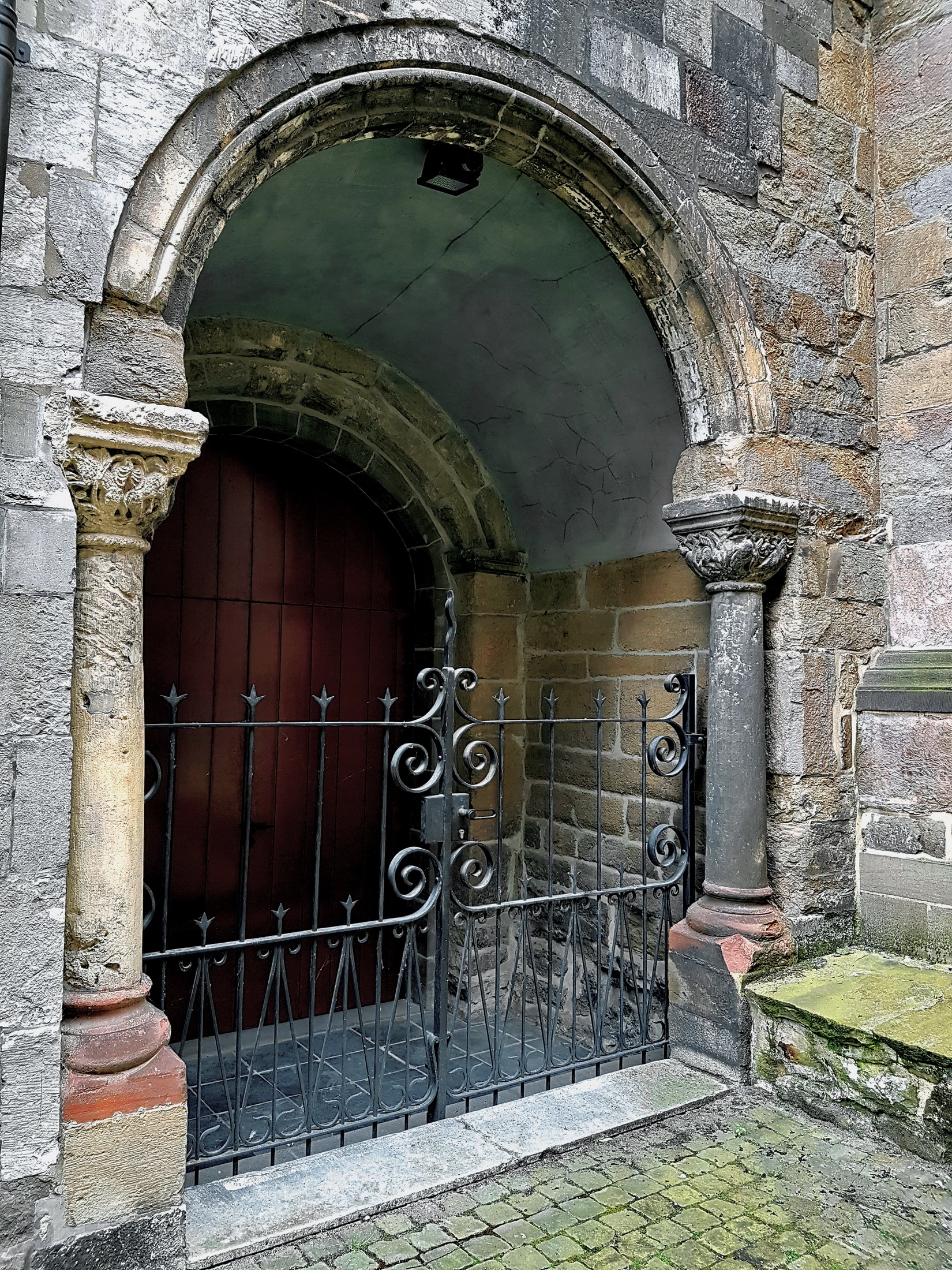
Westportaal
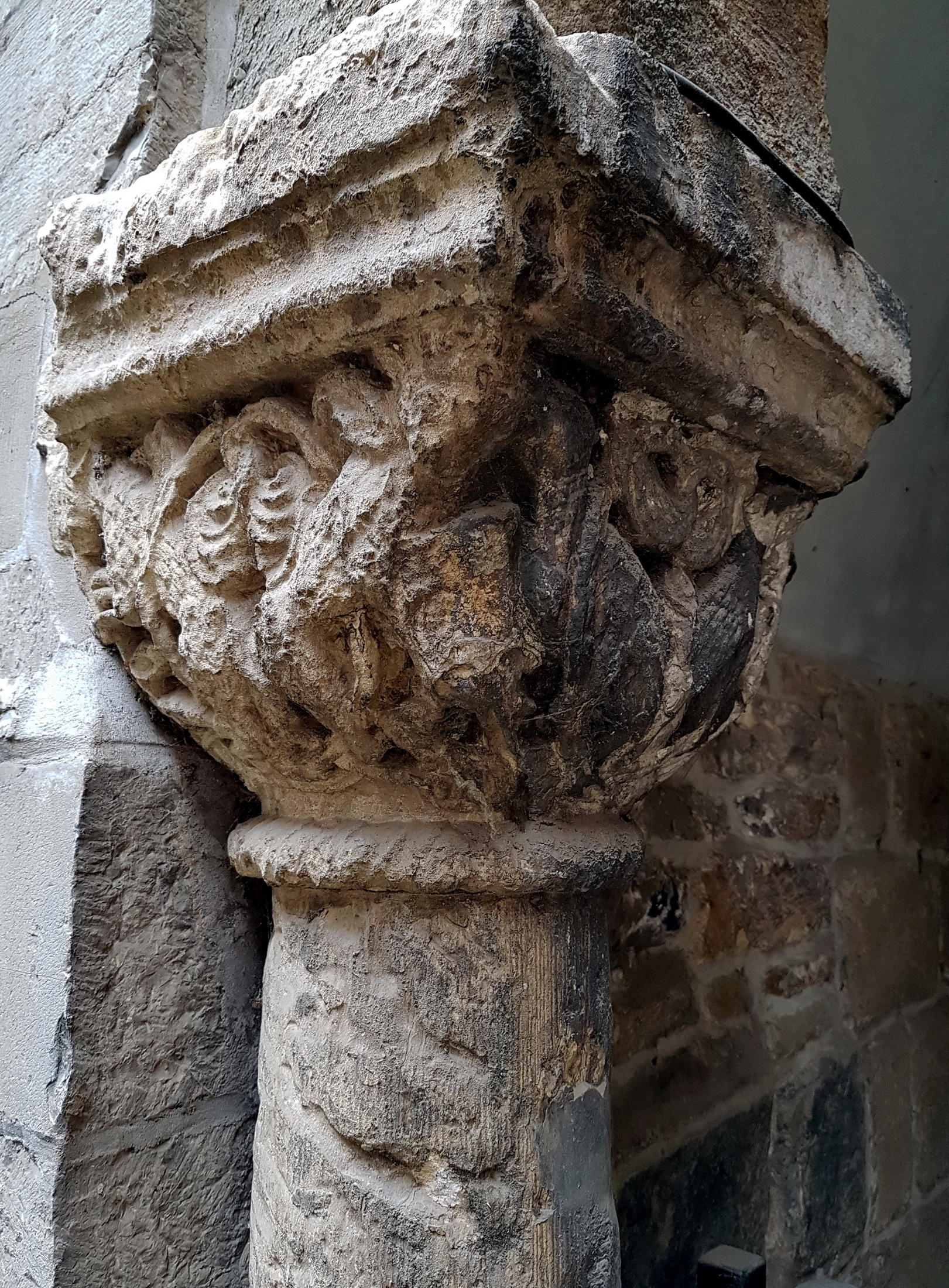
Linkerkapiteel
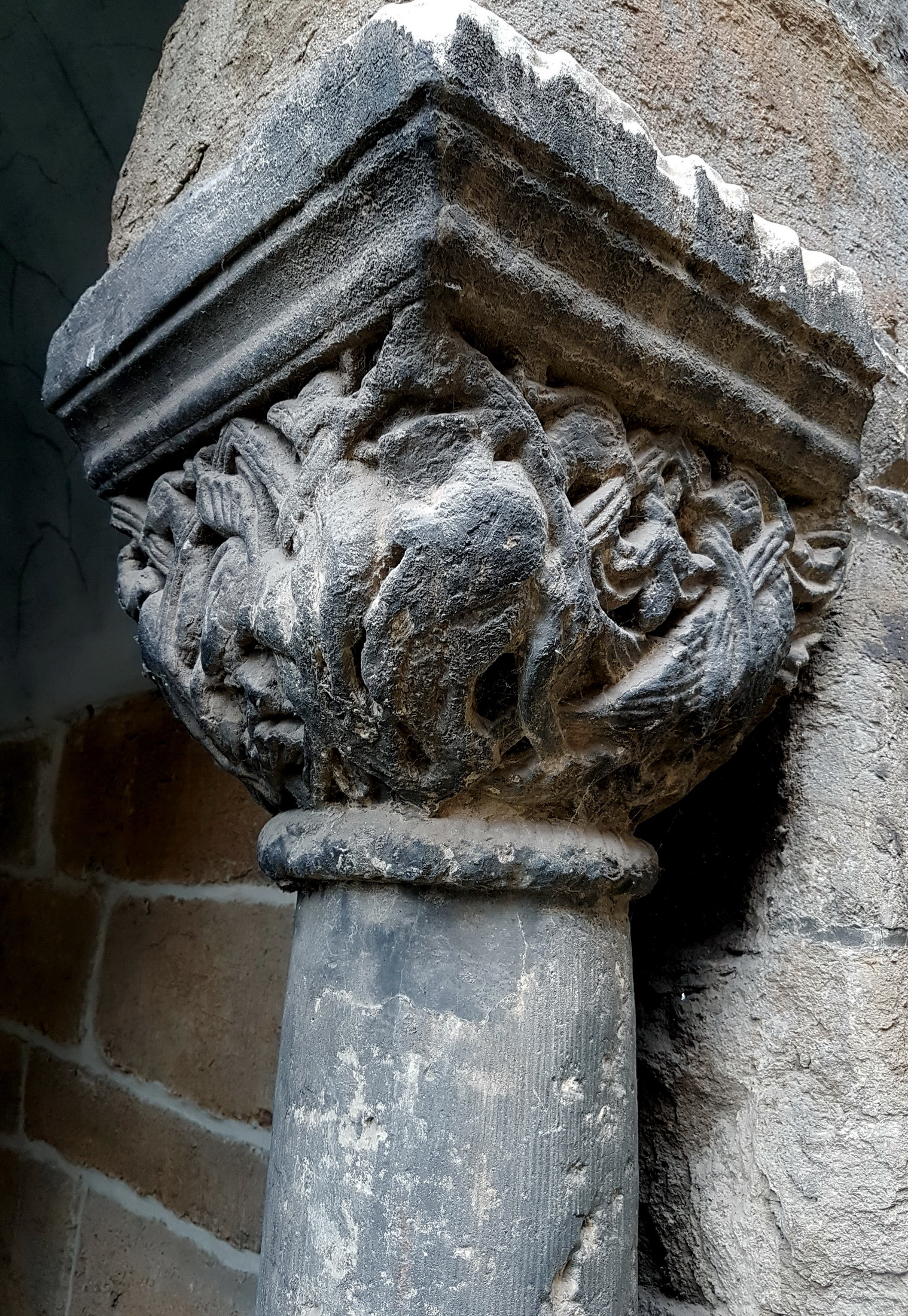
Rechterkapiteel
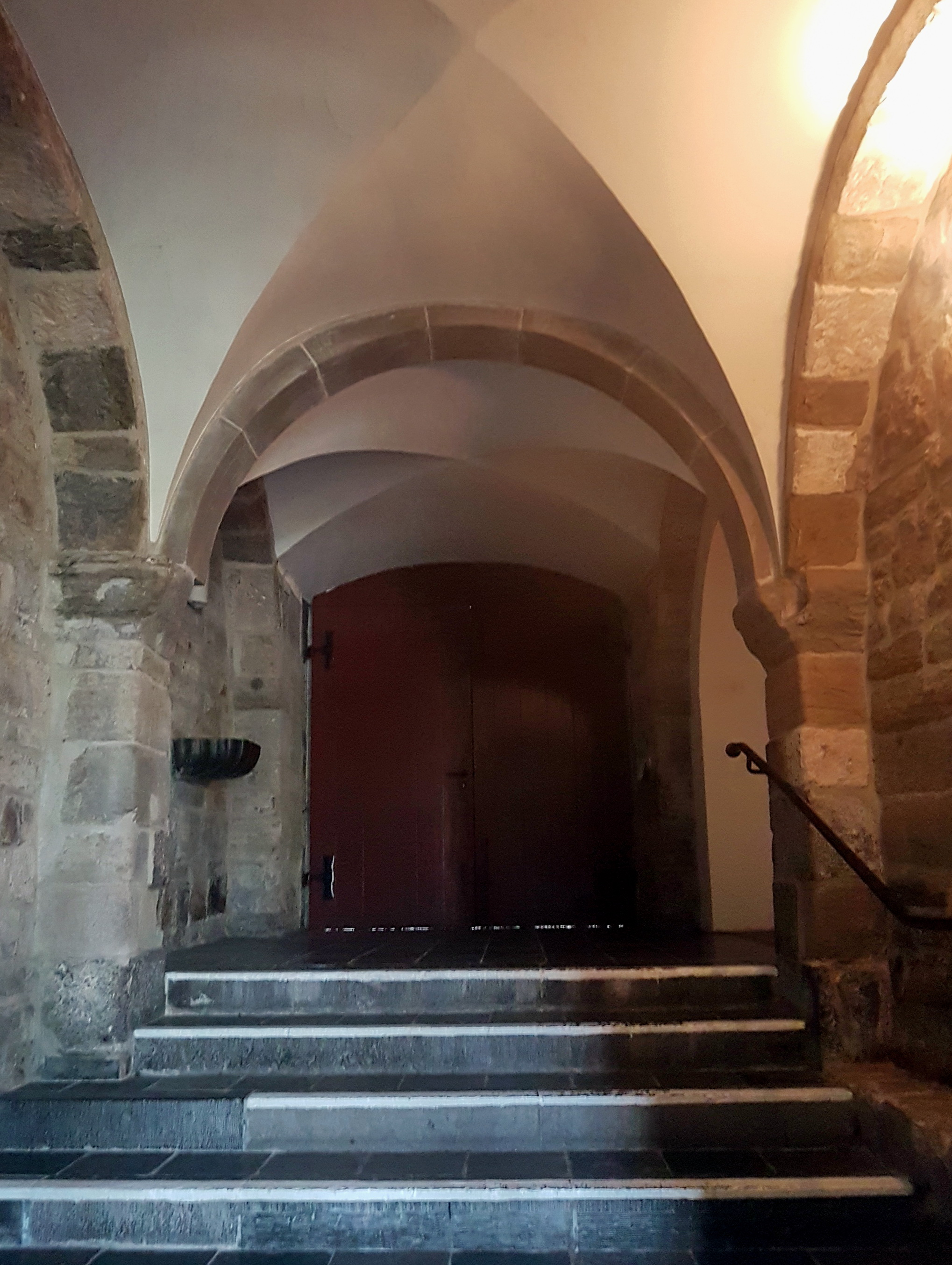
Gang achter portaal